# The Voice (Estados Unidos)
The Voice é um talent show norte-americano que estreou em 26 de abril de 2011 na rede de televisão NBC, baseado na competição de canto The Voice of Holland, série criada pelo produtor de televisão holandês John de Mol. Faz parte da franquia internacional The Voice, que tem versões em diversos países ao redor do mundo. Imediatamente provou ser um sucesso da NBC e, em maio de 2011, foi confirmado que a rede tinha renovado o show para uma segunda temporada.
Em 2013, o canal por assinatura Sony exibiu a quinta edição, a primeira vez em que o programa foi televisionado no Brasil. A emissora transmitiu a competição até 2020, quando passou a não ter mais exibição no Brasil. Em 2022, o canal E! anunciou a transmissão do talent show, à época em sua vigésima segunda temporada, e que continuou nos anos seguintes, em 2023 e 2024. Atualmente, o programa está em sua vigésima sétima edição.

## Resumo
Parte da franquia The Voice e baseado em um formato de competição semelhante ao The Voice of Holland (a versão holandesa do programa), o programa foi anunciado inicialmente sob o nome The Voice of America, em dezembro de 2010. Posteriormente, teve o nome encurtado para The Voice. O vencedor de cada temporada recebe como prêmio US$ 100.000 e um contrato a Universal Republic Records (nas duas primeiras temporadas) ou com o Universal Music Group (a partir da terceira temporada).

### Formato
Atualmente, a série consiste em quatro fases: as audições às cegas (em inglês, blind auditions); a fase de batalhas (em inglês, battle rounds); a fase de nocautes (em inglês, knockouts); e os shows ao vivo (divididos em playoffs e finais).
Na primeira etapa, quatro técnicos formam suas equipes por meio de um processo de audição às cegas, sem conhecer a fisionomia dos candidatos. Cada técnico tem o tempo da performance do competidor (cerca de um minuto, atualmente noventa segundos) para decidir se o quer em sua equipe apertando o botão "I Want You" (em português, Eu Quero Você). Se mais de um técnico apertar o botão, o competidor tem a escolha final sobre quem será seu mentor.
A partir daí, cada equipe de cantores é orientada e desenvolvida pelo seu respectivo técnico. Na segunda etapa, chamada fase de batalhas, os técnicos colocam dois de seus concorrentes para cantarem a mesma música, sendo que um será eliminado e outro avançará à fase seguinte. A partir da terceira temporada, foi introduzida a fase de nocautes, quando dois membros de uma mesma equipe disputam um contra o outro, mas desta vez cada um escolhendo a sua canção. Na sexta temporada, a fase de nocautes foi substituída por uma segunda rodada de batalhas. Já na décima sexta temporada, os nocautes foram trocados pela fase de batalha dos mentores (em inglês, cross battles), na qual as batalhas continuaram, mas entre participantes de times diferentes, cada um com uma música, e o resultado sendo decidido pelo público.
Na fase final, os competidores restantes competem uns contra os outros em transmissões ao vivo. Nas duas primeiras temporadas, o público e os treinadores tinham voz igual 50/50 em decidir quem permanecia no programa e a grande final teria, necessariamente, um membro de cada time. A partir da terceira temporada, a decisão sobre os remanescentes a partir da fase ao vivo ficou inteiramente com os telespectadores e a final do programa passou a contar com apenas três participantes, independentemente de seus times. A partir da sétima edição, a final voltou a ter quatro participantes, mas sem a obrigatoriedade de todos os times estarem representados. Desde a décima oitava temporada, a final passou a contar com cinco participantes.

### Desenvolvimento, produção e comercialização
Em dezembro de 2010, a NBC anunciou sua intenção de trazer uma adaptação de The Voice of Holland para os Estados Unidos. A série foi originalmente chamada The Voice of America, mas quando as localizações das primeiras audições foram anunciadas, poucos dias depois, o título já havia sido encurtado para The Voice. No final de fevereiro de 2011, a NBC começou a anunciar os técnicos para a série. Os primeiros a assinar o contrato foram CeeLo Green e Adam Levine (vocalista do Maroon 5). Christina Aguilera foi anunciada no início de março de 2011. Blake Shelton foi adicionado como o último treinador, alguns dias depois.
No início de fevereiro, Carson Daly foi confirmado como apresentador do programa. Alison Haislip foi escolhida como "correspondente de mídia online e nos bastidores". A NBC promoveu grandiosamente o lançamento do reality durante muitos de seus programas, incluindo: The Celebrity Apprentice, The Biggest Loser, e 30 Rock.
Em fevereiro de 2012, Christina Milian substituiu Haislip como segunda apresentadora, função que cumpriu até a quarta temporada. Foi também na quarta edição que Shakira e Usher substituíram Christina Aguilera e CeeLo Green, que tiraram uma temporada de folga, retornando para a quinta edição do programa. Na sexta temporada, Shakira e Usher voltaram a substituir Aguilera e Green.
Em fevereiro de 2014, contudo, CeeLo Green anunciou que deixaria o programa definitivamente. Seu substituto, a partir da sétima temporada, foi o cantor, compositor e rapper Pharrell Williams. Em abril de 2014, foi confirmado que Christina Aguilera também não voltaria para a sétima edição do reality por conta da gravidez de seu segundo filho. Sua substituta foi a cantora Gwen Stefani, vocalista da banda No Doubt. A partir de então, apenas um técnico passou a ser trocado por edição: Christina Aguilera retornou ao programa para a oitava temporada, mais uma vez ao lado de Adam Levine e Blake Shelton, e pela primeira vez junta de Pharrell Williams, e Gwen Stefani a substituiu novamente durante a nona edição. Para a décima temporada, Aguilera voltou à bancada de técnicos.
Em março de 2016, o The Voice anunciou a maior mudança, até então, no quadro de técnicos para a 11.ª temporada: com as saídas de Pharrell e Christina Aguilera, Alicia Keys e Miley Cyrus se juntaram a Adam Levine e Blake Shelton, marcando a primeira vez em que o programa teve duas mulheres como técnicas em uma mesma edição. Na temporada seguinte, Gwen Stefani retornou no lugar de Cyrus.
Em maio de 2017, Alicia Keys comunicou sua despedida do programa e duas novas técnicas foram anunciadas. A primeira foi Jennifer Hudson, que participou da 13ª temporada ao lado de Adam Levine, Blake Shelton e Miley Cyrus, que retornou após um semestre fora. Dois dias depois, o talent show também confirmou Kelly Clarkson como uma das técnicas na 14ª edição, sem anunciar contudo o restante do elenco. No dia 18 de outubro, a própria Clarkson anunciou que Alicia Keys retornaria ao painel de técnicos ao lado de Adam e Blake. Para a 15ª temporada, Jennifer Hudson voltou no lugar de Keys, enquanto o restante dos técnicos permaneceu igual. A maior novidade ficou por conta da adição de um "quinto técnico": a cantora country Kelsea Ballerini, que orientou seis participantes não selecionados durante as audições às cegas, em uma espécie de repescagem, e um deles retornou de vez à competição para o Top 13, escolhendo ficar no time de Adam, Blake, Kelly ou Jennifer.
No dia 13 de setembro de 2018, foi anunciado que John Legend seria um dos técnicos da 16ª temporada, ao lado de Adam, Blake e Kelly. Em 25 de fevereiro de 2019, Bebe Rexha foi confirmada como a técnica da "fase do retorno" para a mesma edição. Em maio de 2019, a NBC chegou a confirmar que a 17ª temporada contaria com os mesmos técnicos da edição anterior; no entanto, duas semanas depois do anúncio, Adam Levine decidiu deixar o programa pela primeira vez na história, sendo substituído por Gwen Stefani. Em outubro de 2019, foi anunciado que Nick Jonas substituiria Stefani na 18ª edição, mas tão logo a vocalista do No Doubt reassumiu o posto na temporada seguinte. Já para a 20ª edição, Jonas novamente substituiu Gwen, enquanto o resto dos técnicos permaneceu no programa.
No dia 30 de março de 2021, o show anunciou um grande movimento: Ariana Grande entrou na bancada de jurados ao lado de Shelton, Clarkson e Legend, substituindo Nick Jonas. Logo após a divulgação, foi noticiado que a cantora recebeu o maior cachê da história do programa. Já em 2022, o talent show contou com uma única temporada pela primeira vez desde o ano de estreia. Houve duas mudanças no painel de técnicos: saíram do programa Kelly Clarkson e Ariana Grande; enquanto Gwen Stefani retornou após duas edições ausentes e Camila Cabello participou pela primeira vez como técnica da competição.
Em outubro de 2022, foi anunciada uma grande mudança para a 23ª temporada, lançada em 2023. Pela primeira vez, o programa trocou três técnicos de uma vez: Kelly Clarkson retornou para mais uma participação, enquanto Niall Horan e Chance the Rapper estrearam na função. Os três fizeram companhia a Blake Shelton, que confirmou que esta seria sua última edição como técnico do The Voice. Para a 24ª edição, a superestrela do country Reba McEntire foi anunciada como nova técnica, juntamente dos retornos de Gwen Stefani e John Legend, enquanto Niall Horan foi o único remanescente da edição anterior.
Na 25ª temporada, Dan + Shay entraram para o painel de técnicos, a primeira vez em que uma dupla participou como um só técnico na edição norte-americana do programa. Junto ao duo country, Chance the Rapper retornou para uma mais uma edição, que manteve McEntire e Legend. Já para a 26ª temporada, três mudanças foram anunciadas: apenas Reba permanece como técnica, enquanto Gwen Stefani reaparece no painel, juntamente com as estreias de Snoop Dogg e Michael Bublé na função.
Para 2025, na 27ª edição do programa, novamente três mudanças foram confirmadas: saem McEntire, Stefani e Snoop Dogg para os lugares de Adam Levine, um dos quatro técnicos originais que retorna ao The Voice após seis anos fora; Kelsea Ballerini, que já atuara como técnica na 'fase de retorno'; e John Legend. Na temporada seguinte, Levine, Ballerini e Legend deixam a atração para as voltas de Reba McEntire, Niall Horan e Snoop Dogg.

## Técnicos e mentores

### Linha do tempo dos técnicos
| Técnico | Técnico            | Temporadas | Temporadas | Temporadas | Temporadas | Temporadas | Temporadas | Temporadas | Temporadas | Temporadas | Temporadas | Temporadas | Temporadas | Temporadas | Temporadas | Temporadas | Temporadas | Temporadas | Temporadas | Temporadas | Temporadas | Temporadas | Temporadas | Temporadas | Temporadas | Temporadas | Temporadas | Temporadas | Temporadas |
| Técnico | Técnico            | 1          | 2          | 3          | 4          | 5          | 6          | 7          | 8          | 9          | 10         | 11         | 12         | 13         | 14         | 15         | 16         | 17         | 18         | 19         | 20         | 21         | 22         | 23         | 24         | 25         | 26         | 27         | 28         |
| ------- | ------------------ | ---------- | ---------- | ---------- | ---------- | ---------- | ---------- | ---------- | ---------- | ---------- | ---------- | ---------- | ---------- | ---------- | ---------- | ---------- | ---------- | ---------- | ---------- | ---------- | ---------- | ---------- | ---------- | ---------- | ---------- | ---------- | ---------- | ---------- | ---------- |
|         | Blake Shelton      |            |            |            |            |            |            |            |            |            |            |            |            |            |            |            |            |            |            |            |            |            |            |            |            |            |            |            |            |
|         | Adam Levine        |            |            |            |            |            |            |            |            |            |            |            |            |            |            |            |            |            |            |            |            |            |            |            |            |            |            |            |            |
|         | Christina Aguilera |            |            |            |            |            |            |            |            |            |            |            |            |            |            |            |            |            |            |            |            |            |            |            |            |            |            |            |            |
|         | CeeLo Green        |            |            |            |            |            |            |            |            |            |            |            |            |            |            |            |            |            |            |            |            |            |            |            |            |            |            |            |            |
|         | Shakira            |            |            |            |            |            |            |            |            |            |            |            |            |            |            |            |            |            |            |            |            |            |            |            |            |            |            |            |            |
|         | Usher              |            |            |            |            |            |            |            |            |            |            |            |            |            |            |            |            |            |            |            |            |            |            |            |            |            |            |            |            |
|         | Pharrell Williams  |            |            |            |            |            |            |            |            |            |            |            |            |            |            |            |            |            |            |            |            |            |            |            |            |            |            |            |            |
|         | Gwen Stefani       |            |            |            |            |            |            |            |            |            |            |            |            |            |            |            |            |            |            |            |            |            |            |            |            |            |            |            |            |
|         | Alicia Keys        |            |            |            |            |            |            |            |            |            |            |            |            |            |            |            |            |            |            |            |            |            |            |            |            |            |            |            |            |
|         | Miley Cyrus        |            |            |            |            |            |            |            |            |            |            |            |            |            |            |            |            |            |            |            |            |            |            |            |            |            |            |            |            |
|         | Jennifer Hudson    |            |            |            |            |            |            |            |            |            |            |            |            |            |            |            |            |            |            |            |            |            |            |            |            |            |            |            |            |
|         | Kelly Clarkson     |            |            |            |            |            |            |            |            |            |            |            |            |            |            |            |            |            |            |            |            |            |            |            |            |            |            |            |            |
|         | John Legend        |            |            |            |            |            |            |            |            |            |            |            |            |            |            |            |            |            |            |            |            |            |            |            |            |            |            |            |            |
|         | Nick Jonas         |            |            |            |            |            |            |            |            |            |            |            |            |            |            |            |            |            |            |            |            |            |            |            |            |            |            |            |            |
|         | Ariana Grande      |            |            |            |            |            |            |            |            |            |            |            |            |            |            |            |            |            |            |            |            |            |            |            |            |            |            |            |            |
|         | Camila Cabello     |            |            |            |            |            |            |            |            |            |            |            |            |            |            |            |            |            |            |            |            |            |            |            |            |            |            |            |            |
|         | Niall Horan        |            |            |            |            |            |            |            |            |            |            |            |            |            |            |            |            |            |            |            |            |            |            |            |            |            |            |            |            |
|         | Chance the Rapper  |            |            |            |            |            |            |            |            |            |            |            |            |            |            |            |            |            |            |            |            |            |            |            |            |            |            |            |            |
|         | Reba McEntire      |            |            |            |            |            |            |            |            |            |            |            |            |            |            |            |            |            |            |            |            |            |            |            |            |            |            |            |            |
|         | Dan + Shay         |            |            |            |            |            |            |            |            |            |            |            |            |            |            |            |            |            |            |            |            |            |            |            |            |            |            |            |            |
|         | Snoop Dogg         |            |            |            |            |            |            |            |            |            |            |            |            |            |            |            |            |            |            |            |            |            |            |            |            |            |            |            |            |
|         | Michael Bublé      |            |            |            |            |            |            |            |            |            |            |            |            |            |            |            |            |            |            |            |            |            |            |            |            |            |            |            |            |
|         | Kelsea Ballerini   |            |            |            |            |            |            |            |            |            |            |            |            |            |            |            |            |            |            |            |            |            |            |            |            |            |            |            |            |

### Técnicos da 'fase de retorno'
| Temporada | Técnico          |
| --------- | ---------------- |
| 15        | Kelsea Ballerini |
| 16        | Bebe Rexha       |

### Mentores dos técnicos
|           | Mentores                       | Mentores                | Mentores                | Mentores                       | Etapa              | Ref.    |
| Temporada | Mentores                       | Mentores                | Mentores                | Mentores                       | Etapa              | Ref.    |
| --------- | ------------------------------ | ----------------------- | ----------------------- | ------------------------------ | ------------------ | ------- |
| 1         | Adam Blackstone                | Monica                  | Sia                     | Reba McEntire                  | Batalhas           | [ 59 ]  |
| 1         |                                |                         |                         |                                |                    |         |
| 2         | Alanis Morissette Robin Thicke | Babyface Ne-Yo          | Jewel Lionel Richie     | Kelly Clarkson Miranda Lambert | Batalhas           | [ 60 ]  |
| 2         |                                |                         |                         |                                |                    |         |
| 3         | Mary J. Blige                  | Rob Thomas              | Billie Joe Armstrong    | Michael Bublé                  | Batalhas           | [ 61 ]  |
| 3         | —                              | Jennifer Hudson         | Ron Fair                | Scott Hendricks                | Top 10             | [ 62 ]  |
| 3         | —                              | Bill Withers            | —                       | —                              | Top 8              | [ 63 ]  |
| 3         | —                              | Pat Monahan             | —                       | —                              | Top 6              | [ 64 ]  |
| 3         |                                |                         |                         |                                |                    |         |
| 4         | Hillary Scott                  | Joel Madden             | Pharrell Williams       | Sheryl Crow                    | Batalhas           | [ 65 ]  |
| 4         | —                              | —                       | Aakomon Jones           | —                              | Top 12             | [ 66 ]  |
| 4         | Hillary Scott                  | CeeLo Green             | Pharrell Williams       | Sheryl Crow                    | Top 10             | [ 67 ]  |
| 4         | —                              | —                       | Taylor Swift            | —                              | Top 6              | [ 68 ]  |
| 4         |                                |                         |                         |                                |                    |         |
| 5         | Ryan Tedder                    | Miguel                  | Ed Sheeran              | Cher                           | Batalhas           | [ 69 ]  |
| 5         | —                              | —                       | Jeri Slaughter          | —                              | Top 8              | [ 70 ]  |
| 5         |                                |                         |                         |                                |                    |         |
| 6         | Aloe Blacc                     | Miranda Lambert         | Jill Scott              | The Band Perry                 | Batalhas (Round 1) | [ 71 ]  |
| 6         | Chris Martin                   | Chris Martin            | Chris Martin            | Chris Martin                   | Batalhas (Round 2) | [ 72 ]  |
| 6         | Graham Nash                    | busbee                  | Natural                 | Scott Hendricks                | Top 10             | [ 73 ]  |
| 6         | James Valentine                | —                       | —                       | Gwen Sebastian                 | Top 8              | [ 74 ]  |
| 6         |                                |                         |                         |                                |                    |         |
| 7         | Stevie Nicks                   | Gavin Rossdale          | Alicia Keys             | Little Big Town                | Batalhas           | [ 75 ]  |
| 7         | Taylor Swift                   | Taylor Swift            | Taylor Swift            | Taylor Swift                   | Nocautes           | [ 76 ]  |
| 7         | Patrick Stump                  | Christina Aguilera      | Diana Ross              | Colbie Caillat                 | Top 10             | [ 77 ]  |
| 7         | —                              | Jeri Slaughter          | —                       | —                              | Top 8              | [ 78 ]  |
| 7         |                                |                         |                         |                                |                    |         |
| 8         | Ellie Goulding                 | Lionel Richie           | Nick Jonas              | Meghan Trainor                 | Batalhas           | [ 79 ]  |
| 8         | Nate Ruess                     | Nate Ruess              | Nate Ruess              | Nate Ruess                     | Nocautes           | [ 80 ]  |
| 8         | Reba McEntire                  | Reba McEntire           | Reba McEntire           | Reba McEntire                  | Top 12             | [ 81 ]  |
| 8         | David Stewart                  | Ryan Tedder             | Mark Ronson             | Scott Hendricks                | Top 10             | [ 82 ]  |
| 8         | Usher                          | Gwen Stefani            | Gwen Stefani            | CeeLo Green                    | Top 8              | [ 83 ]  |
| 8         |                                |                         |                         |                                |                    |         |
| 9         | John Fogerty                   | Selena Gomez            | Missy Elliott           | Brad Paisley                   | Batalhas           | [ 84 ]  |
| 9         | Rihanna                        | Rihanna                 | Rihanna                 | Rihanna                        | Nocautes           | [ 85 ]  |
| 9         |                                |                         |                         |                                |                    |         |
| 10        | Tori Kelly                     | Diddy                   | Patti LaBelle           | Gwen Stefani                   | Batalhas           | [ 86 ]  |
| 10        | Miley Cyrus                    | Miley Cyrus             | Miley Cyrus             | Miley Cyrus                    | Nocautes           | [ 87 ]  |
| 10        | Pink                           | Pink                    | Pink                    | Pink                           | Top 8              | [ 88 ]  |
| 10        |                                |                         |                         |                                |                    |         |
| 11        | Sammy Hagar                    | Joan Jett               | Charlie Puth            | Bette Midler                   | Batalhas           | [ 89 ]  |
| 11        | Faith Hill e Tim McGraw        | Faith Hill e Tim McGraw | Faith Hill e Tim McGraw | Faith Hill e Tim McGraw        | Nocautes           | [ 90 ]  |
| 11        | Garth Brooks                   | Garth Brooks            | Garth Brooks            | Garth Brooks                   | Top 12             | [ 91 ]  |
| 11        |                                |                         |                         |                                |                    |         |
| 12        | John Legend                    | Céline Dion             | DJ Khaled               | Luke Bryan                     | Batalhas           | [ 92 ]  |
| 12        | Shania Twain                   | Shania Twain            | Shania Twain            | Shania Twain                   | Top 12             | [ 93 ]  |
| 12        |                                |                         |                         |                                |                    |         |
| 13        | Joe Jonas                      | Billy Ray Cyrus         | Kelly Rowland           | Rascal Flatts                  | Batalhas           | [ 94 ]  |
| 13        | Kelly Clarkson                 | Kelly Clarkson          | Kelly Clarkson          | Kelly Clarkson                 | Nocautes           | [ 95 ]  |
| 13        |                                |                         |                         |                                |                    |         |
| 14        | Julia Michaels                 | Shawn Mendes            | Hailee Steinfeld        | Trace Adkins                   | Batalhas           | [ 96 ]  |
| 14        | Jordan Smith                   | Chris Blue              | Cassadee Pope           | Chloe Kohanski                 | Nocautes           | [ 97 ]  |
| 14        |                                |                         |                         |                                |                    |         |
| 15        | CeeLo Green                    | Thomas Rhett            | Halsey                  | Keith Urban                    | Batalhas           | [ 98 ]  |
| 15        | Mariah Carey                   | Mariah Carey            | Mariah Carey            | Mariah Carey                   | Nocautes           | [ 99 ]  |
| 15        | —                              | Brynn Cartelli          | —                       | —                              | Top 8              | [ 100 ] |
| 15        |                                |                         |                         |                                |                    |         |
| 16        | Charlie Puth                   | Khalid                  | Kelsea Ballerini        | Brooks & Dunn                  | Batalhas           | [ 101 ] |
| 16        |                                |                         |                         |                                |                    |         |
| 17        | Normani                        | will.i.am               | Usher                   | Darius Rucker                  | Batalhas           | [ 102 ] |
| 17        | Taylor Swift                   | Taylor Swift            | Taylor Swift            | Taylor Swift                   | Nocautes           | [ 103 ] |
| 17        |                                |                         |                         |                                |                    |         |
| 18        | Dua Lipa                       | Jonas Brothers          | Ella Mai                | Bebe Rexha                     | Batalhas           | [ 104 ] |
| 18        | James Taylor                   | James Taylor            | James Taylor            | James Taylor                   | Nocautes           | [ 105 ] |
| 18        |                                |                         |                         |                                |                    |         |
| 19        | Leon Bridges                   | Julia Michaels          | Miguel                  | Kane Brown                     | Batalhas           | [ 106 ] |
| 19        | Usher                          | Usher                   | Usher                   | Usher                          | Nocautes           | [ 107 ] |
| 19        |                                |                         |                         |                                |                    |         |
| 20        | Luis Fonsi                     | Brandy                  | Darren Criss            | Dan + Shay                     | Batalhas           | [ 108 ] |
| 20        | Snoop Dogg                     | Snoop Dogg              | Snoop Dogg              | Snoop Dogg                     | Nocautes           | [ 109 ] |
| 20        |                                |                         |                         |                                |                    |         |
| 21        | Jason Aldean                   | Camila Cabello          | Kristin Chenoweth       | Dierks Bentley                 | Batalhas           | [ 110 ] |
| 21        | Ed Sheeran                     | Ed Sheeran              | Ed Sheeran              | Ed Sheeran                     | Nocautes           | [ 111 ] |
| 21        |                                |                         |                         |                                |                    |         |
| 22        | Jazmine Sullivan               | Sean Paul               | Charlie Puth            | Jimmie Allen                   | Batalhas           | [ 5 ]   |
| 22        |                                |                         |                         |                                |                    |         |
| 23        | Reba McEntire                  | Reba McEntire           | Reba McEntire           | Reba McEntire                  | Nocautes           | [ 112 ] |
| 23        |                                |                         |                         |                                |                    |         |
| 24        | Wynonna Judd                   | Wynonna Judd            | Wynonna Judd            | Wynonna Judd                   | Nocautes           | [ 113 ] |
| 24        | —                              | —                       | Dan + Shay              | —                              | Nocautes           | [ 114 ] |
| 24        | Chance the Rapper              | Chance the Rapper       | Chance the Rapper       | Chance the Rapper              | Top 12             | [ 115 ] |
| 24        |                                |                         |                         |                                |                    |         |
| 25        | Keith Urban                    | Keith Urban             | Keith Urban             | Keith Urban                    | Nocautes           | [ 116 ] |
| 25        | Maluma                         | Saweetie                | Meghan Trainor          | Anthony Ramos                  | Playoffs           | [ 117 ] |
| 25        |                                |                         |                         |                                |                    |         |
| 26        | Jennifer Hudson                | Sting                   | Jennifer Hudson         | Sting                          | Nocautes           | [ 118 ] |
| 26        |                                |                         |                         |                                |                    |         |
| 27        | Coco Jones                     | Cynthia Erivo           | Little Big Town         | Kate Hudson                    | Batalhas           | [ 119 ] |
| 27        | LeAnn Rimes                    | Sheryl Crow             | Sheryl Crow             | LeAnn Rimes                    | Playoffs           | [ 120 ] |

### Total de participações
| Artista            | Participações | Participações | Participações |
| Artista            | Como técnico  | Como mentor   | Total         |
| ------------------ | ------------- | ------------- | ------------- |
| Blake Shelton      | 23            | 0             | 23            |
| Adam Levine        | 17            | 0             | 17            |
| John Legend        | 10            | 1             | 11            |
| Kelly Clarkson     | 9             | 2             | 11            |
| Gwen Stefani       | 8             | 2             | 10            |
| Christina Aguilera | 6             | 1             | 7             |
| CeeLo Green        | 4             | 3             | 7             |
| Reba McEntire      | 4             | 3             | 7             |
| Pharrell Williams  | 4             | 1             | 5             |
| Usher              | 2             | 3             | 5             |
| Alicia Keys        | 3             | 1             | 4             |
| Michael Bublé      | 3             | 1             | 4             |
| Jennifer Hudson    | 2             | 2             | 4             |
| Niall Horan        | 3             | 0             | 3             |
| Miley Cyrus        | 2             | 1             | 3             |
| Nick Jonas         | 2             | 1             | 3             |
| Chance the Rapper  | 2             | 1             | 3             |
| Kelsea Ballerini   | 2             | 1             | 3             |
| Snoop Dogg         | 2             | 1             | 3             |
| Dan + Shay         | 1             | 2             | 3             |
| Shakira            | 2             | 0             | 2             |
| Bebe Rexha         | 1             | 1             | 2             |
| Camila Cabello     | 1             | 1             | 2             |
| Ariana Grande      | 1             | 0             | 1             |

## Sumário
Legenda de cores
| Time Adam Time Blake Time Christina Time CeeLo Time Shakira Time Usher | Time Pharrell Time Gwen Time Alicia Time Miley Time Jennifer Time Kelly | Time Legend Time Nick Time Ariana Time Camila Time Niall Time Chance | Time Reba Time Dan + Shay Time Snoop Dogg Time Michael Time Kelsea |

| #  | Ano  | Finalistas        | Finalistas        | Finalistas           | Finalistas           | Finalistas     | Técnico(a) vencedor(a) | Apresentador(es) | Apresentador(es) |
| #  | Ano  | Vencedor(a)       | Vice-campeã(o)    | 3.º lugar            | 4.º lugar            | 5.º lugar      | Técnico(a) vencedor(a) | Principal        | Bastidores       |
| -- | ---- | ----------------- | ----------------- | -------------------- | -------------------- | -------------- | ---------------------- | ---------------- | ---------------- |
| 1  | 2011 | Javier Colon      | Dia Frampton      | Beverly McClellan    | Beverly McClellan    | [ nota 1 ]     | Adam Levine            | Carson Daly      | Alison Haislip   |
| 1  | 2011 | Javier Colon      | Dia Frampton      | Vicci Martinez       |                      | [ nota 1 ]     | Adam Levine            | Carson Daly      | Alison Haislip   |
| 2  | 2012 | Jermaine Paul     | Juliet Simms      | Tony Lucca           | Chris Mann           | [ nota 1 ]     | Blake Shelton          | Carson Daly      | Christina Milian |
| 3  | 2012 | Cassadee Pope     | Terry McDermott   | Nicholas David       | [ nota 2 ]           | [ nota 2 ]     | Blake Shelton          | Carson Daly      | Christina Milian |
| 4  | 2013 | Danielle Bradbery | Michelle Chamuel  | The Swon Brothers    | [ nota 2 ]           | [ nota 2 ]     | Blake Shelton          | Carson Daly      | Christina Milian |
| 5  | 2013 | Tessanne Chin     | Jacquie Lee       | Will Champlin        | [ nota 2 ]           | [ nota 2 ]     | Adam Levine            | Carson Daly      | Carson Daly      |
| 6  | 2014 | Josh Kaufman      | Jake Worthington  | Christina Grimmie    | [ nota 2 ]           | [ nota 2 ]     | Usher                  | Carson Daly      | Carson Daly      |
| 7  | 2014 | Craig Wayne Boyd  | Matt McAndrew     | Chris Jamison        | Damien               | [ nota 1 ]     | Blake Shelton          | Carson Daly      | Carson Daly      |
| 8  | 2015 | Sawyer Fredericks | Meghan Linsey     | Joshua Davis         | Koryn Hawthorne      | [ nota 1 ]     | Pharrell Williams      | Carson Daly      | Carson Daly      |
| 9  | 2015 | Jordan Smith      | Emily Ann Roberts | Barrett Baber        | Jeffery Austin       | [ nota 1 ]     | Adam Levine            | Carson Daly      | Carson Daly      |
| 10 | 2016 | Alisan Porter     | Adam Wakefield    | Hannah Huston        | Laith Al-Saadi       | [ nota 1 ]     | Christina Aguilera     | Carson Daly      | Carson Daly      |
| 11 | 2016 | Sundance Head     | Billy Gilman      | Wé McDonald          | Josh Gallagher       | [ nota 1 ]     | Blake Shelton          | Carson Daly      | Carson Daly      |
| 12 | 2017 | Chris Blue        | Lauren Duski      | Aliyah Moulden       | Jesse Larson         | [ nota 1 ]     | Alicia Keys            | Carson Daly      | Carson Daly      |
| 13 | 2017 | Chloe Kohanski    | Addison Agen      | Brooke Simpson       | Red Marlow           | [ nota 1 ]     | Blake Shelton          | Carson Daly      | Carson Daly      |
| 14 | 2018 | Brynn Cartelli    | Britton Buchanan  | Kyla Jade            | Spensha Baker        | [ nota 1 ]     | Kelly Clarkson         | Carson Daly      | Carson Daly      |
| 15 | 2018 | Chevel Shepherd   | Chris Kroeze      | Kirk Jay             | Kennedy Holmes       | [ nota 1 ]     | Kelly Clarkson         | Carson Daly      | Carson Daly      |
| 16 | 2019 | Maelyn Jarmon     | Gyth Rigdon       | Dexter Roberts       | Andrew Sevener       | [ nota 1 ]     | John Legend            | Carson Daly      | Carson Daly      |
| 17 | 2019 | Jake Hoot         | Ricky Duran       | Katie Kadan          | Rose Short           | [ nota 1 ]     | Kelly Clarkson         | Carson Daly      | Carson Daly      |
| 18 | 2020 | Todd Tilghman     | Toneisha Harris   | Thunderstorm Artis   | CammWess             | Micah Iverson  | Blake Shelton          | Carson Daly      | Carson Daly      |
| 19 | 2020 | Carter Rubin      | Jim Ranger        | Ian Flanigan         | DeSz                 | John Holiday   | Gwen Stefani           | Carson Daly      | Carson Daly      |
| 20 | 2021 | Cam Anthony       | Kenzie Wheeler    | Jordan Matthew Young | Rachel Mac           | Victor Solomon | Blake Shelton          | Carson Daly      | Carson Daly      |
| 21 | 2021 | Girl Named Tom    | Wendy Moten       | Paris Winningham     | Hailey Mia           | Jershika Maple | Kelly Clarkson         | Carson Daly      | Carson Daly      |
| 22 | 2022 | Bryce Leatherwood | bodie             | Morgan Myles         | Omar Jose Cardona    | Brayden Lape   | Blake Shelton          | Carson Daly      | Carson Daly      |
| 23 | 2023 | Gina Miles        | Grace West        | D.Smooth             | Sorelle              | NOIVAS         | Niall Horan            | Carson Daly      | Carson Daly      |
| 24 | 2023 | Huntley           | Ruby Leigh        | Mara Justine         | Jacquie Roar         | Lila Forde     | Niall Horan            | Carson Daly      | Carson Daly      |
| 25 | 2024 | Asher HaVon       | Josh Sanders      | Bryan Olesen         | Nathan Chester       | Karen Waldrup  | Reba McEntire          | Carson Daly      | Carson Daly      |
| 26 | 2024 | Sofronio Vasquez  | Shye              | Sydney Sterlace      | Danny Joseph         | Jeremy Beloate | Michael Bublé          | Carson Daly      | Carson Daly      |
| 27 | 2025 | Adam David        | Jaelen Johnston   | RENZO                | Lucia Flores-Wiseman | Jadyn Cree     | Michael Bublé          | Carson Daly      | Carson Daly      |

### Títulos por técnicos
Considerando a colocação final dos participantes membros de sua equipe (não a colocação final dos técnicos):
| Técnico            | Campeão                                  | Vice                                                             | Terceiro                                   | Quarto                               |
| ------------------ | ---------------------------------------- | ---------------------------------------------------------------- | ------------------------------------------ | ------------------------------------ |
| Blake Shelton      | 9 vezes (2, 3, 4, 7, 11, 13, 18, 20, 22) | 15 vezes (1, 3, 6, 8, 9, 10, 12, 15, 16, 17, 18, 19, 21, 22, 23) | 9 vezes (4, 9, 12, 14, 15, 16, 19, 20, 21) | 4 vezes (5, 13, 14, 16)              |
| Kelly Clarkson     | 4 vezes (14, 15, 17, 21)                 | 1 vez (20)                                                       | 1 vez (23)                                 | 2 vezes (19, 21)                     |
| Adam Levine        | 3 vezes (1, 5, 9)                        | 3 vezes (7, 11, 13)                                              | 5 vezes (2, 5, 6, 7, 8)                    | 8 vezes (4, 5, 6, 7, 10, 11, 12, 27) |
| Michael Bublé      | 2 vezes (26, 27)                         | 1 vez (26)                                                       | —                                          | —                                    |
| Niall Horan        | 2 vezes (23, 24)                         | —                                                                | 1 vez (24)                                 | —                                    |
| Reba McEntire      | 1 vez (25)                               | 2 vezes (24, 25)                                                 | —                                          | 2 vezes (24, 26)                     |
| Christina Aguilera | 1 vez (10)                               | 1 vez (5)                                                        | 1 vez (1)                                  | 1 vez (2)                            |
| Alicia Keys        | 1 vez (12)                               | 1 vez (14)                                                       | 1 vez (11)                                 | —                                    |
| Usher              | 1 vez (6)                                | 1 vez (4)                                                        | —                                          | —                                    |
| John Legend        | 1 vez (16)                               | —                                                                | 3 vezes (17, 25, 27)                       | 3 vezes (18, 22, 25)                 |
| Gwen Stefani       | 1 vez (19)                               | —                                                                | 1 vez (26)                                 | 2 vezes (9, 17)                      |
| Pharrell Williams  | 1 vez (8)                                | —                                                                | 1 vez (10)                                 | 1 vez (8)                            |
| CeeLo Green        | —                                        | 1 vez (2)                                                        | 2 vezes (1, 3)                             | 1 vez (3)                            |
| Kelsea Ballerini   | —                                        | 1 vez (27)                                                       | —                                          | —                                    |
| Nick Jonas         | —                                        | —                                                                | 1 vez (18)                                 | 1 vez (20)                           |
| Miley Cyrus        | —                                        | —                                                                | 1 vez (13)                                 | —                                    |
| Camila Cabello     | —                                        | —                                                                | 1 vez (22)                                 | —                                    |
| Shakira            | —                                        | —                                                                | —                                          | 2 vezes (4, 6)                       |
| Jennifer Hudson    | —                                        | —                                                                | —                                          | 1 vez (15)                           |
| Chance the Rapper  | —                                        | —                                                                | —                                          | 1 vez (23)                           |
| Ariana Grande      | —                                        | —                                                                | —                                          | —                                    |
| Dan + Shay         | —                                        | —                                                                | —                                          | —                                    |
| Snoop Dogg         | —                                        | —                                                                | —                                          | —                                    |

## Sinopse das temporadas

### 2011: Temporada 1

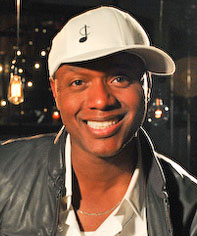
Javier Colon, vencedor da primeira temporada.

A 1.ª temporada estreou na NBC no dia 26 de abril de 2011 com uma proposta revolucionária na qual os técnicos julgariam os candidatos só pela voz e não pela aparência, já que estariam de costas. Para essa tarefa, foram convidados grandes nomes da música americana como a renomada cantora pop Christina Aguilera, CeeLo Green, ex-vocalista da banda Gnarls Barkley e cantor do hit Fuck You!, Adam Levine, vocalista da banda Maroon 5, e o cantor country Blake Shelton. A grande final foi no dia 29 de junho de 2011 e consagrou Javier Colon, da equipe do técnico Adam Levine.
| Finalistas | Finalistas                                              | Finalistas                                                | Finalistas                                    |
| --- | ------------------------------------------------------- | --------------------------------------------------------- | --------------------------------------------- |
| Adam Levine | CeeLo Green                                             | Christina Aguilera                                        | Blake Shelton                                 |
| Javier Colon Casey Weston Jeff Jenkins Devon Barley | Vicci Martinez Nakia Curtis Grimes The Thompson Sisters | Beverly McClellan Frenchie Davis Lily Elise Raquel Castro | Dia Frampton Xenia Patrick Thomas Jared Blake |
| Legenda: Técnico vencedor — Técnico vice-campeão — Técnicos em terceiro lugar O participante vencedor está em negrito, os participantes que chegaram à final em itálico e os demais separados por ordem de eliminação. |                                                         |                                                           |                                               |

### 2012: Temporada 2

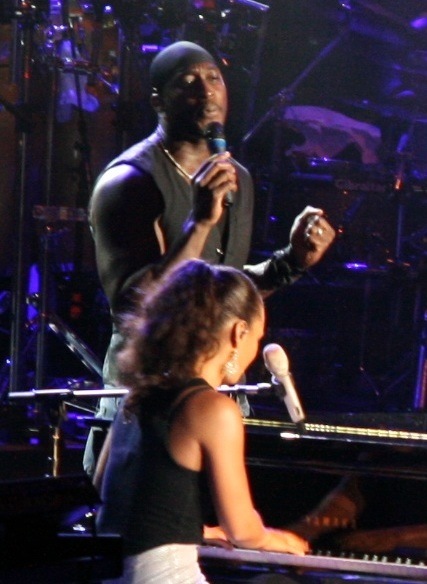
Jermaine Paul, vencedor da 2.ª temporada.

The Voice voltou à NBC para uma segunda temporada após o Super Bowl, em 5 de fevereiro de 2012, com os mesmos técnicos da temporada anterior. A final foi no dia 8 de maio e declarou Jermaine Paul, da equipe de Blake Shelton, como vencedor.
| Finalistas | Finalistas                                                              | Finalistas                                                                      | Finalistas                                                                   |
| --- | ----------------------------------------------------------------------- | ------------------------------------------------------------------------------- | ---------------------------------------------------------------------------- |
| Adam Levine | CeeLo Green                                                             | Christina Aguilera                                                              | Blake Shelton                                                                |
| Tony Lucca Katrina Parker Mathai Pip Karla Davis Kim Yarbrough | Juliet Simms Jamar Rogers Cheesa James Massone Erin Martin Tony Vincent | Chris Mann Lindsey Pavao Ashley De La Rosa Jesse Campbell Moses Stone Sera Hill | Jermaine Paul Erin Willett RaeLynn Jordis Unga Charlotte Sometimes Naia Kete |
| Legenda: Técnico vencedor — Técnico vice-campeão — Técnico em terceiro lugar — Técnico em quarto lugar O participante vencedor está em negrito, os participantes que chegaram à final em itálico e os demais separados por ordem de eliminação. |                                                                         |                                                                                 |                                                                              |

### 2012: Temporada 3

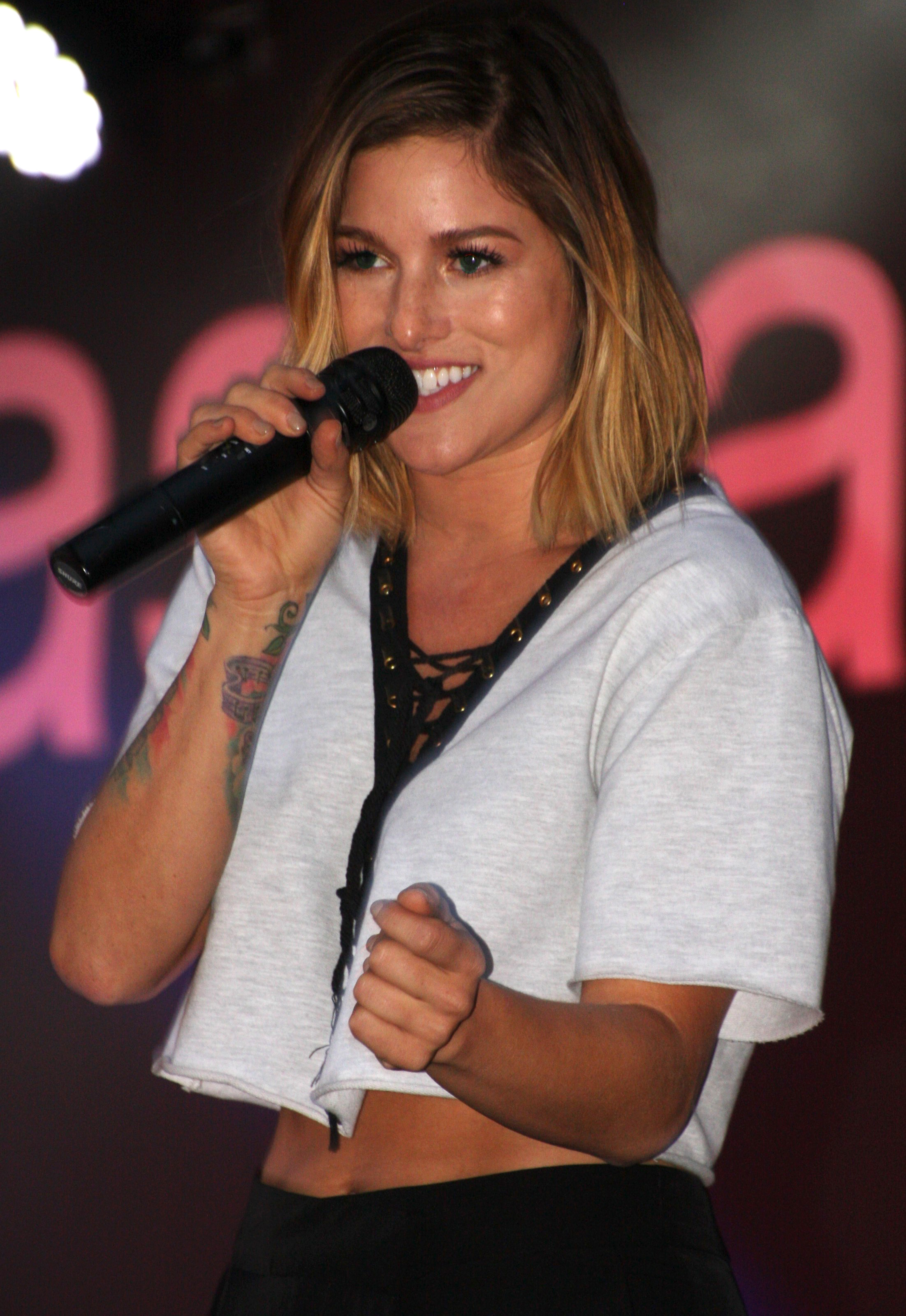
Cassadee Pope, vencedora da 3.ª temporada.

A 3.ª temporada foi a primeira a ser englobada na "fall season" da NBC, com início no dia 10 de setembro de 2012. Esta temporada trouxe a novidade de mais uma fase de seleção dos concorrentes, os "Knockouts". Durante as "Battle Rounds" foi também introduzida a possibilidade de cada técnico poder roubar para seus times o derrotado da batalha de outro técnicos, com cada técnico possuindo 2 "steals". Já nos Live Shows, foi introduzida a informação que, ao contrário das outras temporadas, qualquer um dos técnicos poderia ser eliminado mais cedo, não tendo obrigatoriamente que existir quatro participantes na final (um de cada técnico). Esta edição teve como vencedora Cassadee Pope, ex-vocalista da banda Hey Monday, da equipe de Blake Shelton.
| Finalistas | Finalistas                                                       | Finalistas                                                    | Finalistas                                                                  |
| --- | ---------------------------------------------------------------- | ------------------------------------------------------------- | --------------------------------------------------------------------------- |
| Adam Levine | CeeLo Green                                                      | Christina Aguilera                                            | Blake Shelton                                                               |
| Amanda Brown Melanie Martinez Bryan Keith Joselyn Rivera Loren Allred | Nicholas David Trevin Hunte Cody Belew Diego Val MacKenzie Bourg | Dez Duron Sylvia Yacoub Adriana Louise De'Borah Devyn DeLoera | Cassadee Pope Terry McDermott Michaela Paige Julio Cesar Castillo Liz Davis |
| Legenda: Técnico vencedor — Técnico vice-campeão — Técnico em terceiro lugar — Técnico em quarto lugar O participante vencedor está em negrito, os participantes que chegaram à final em itálico e os demais separados por ordem de eliminação. |                                                                  |                                                               |                                                                             |

### 2013: Temporada 4

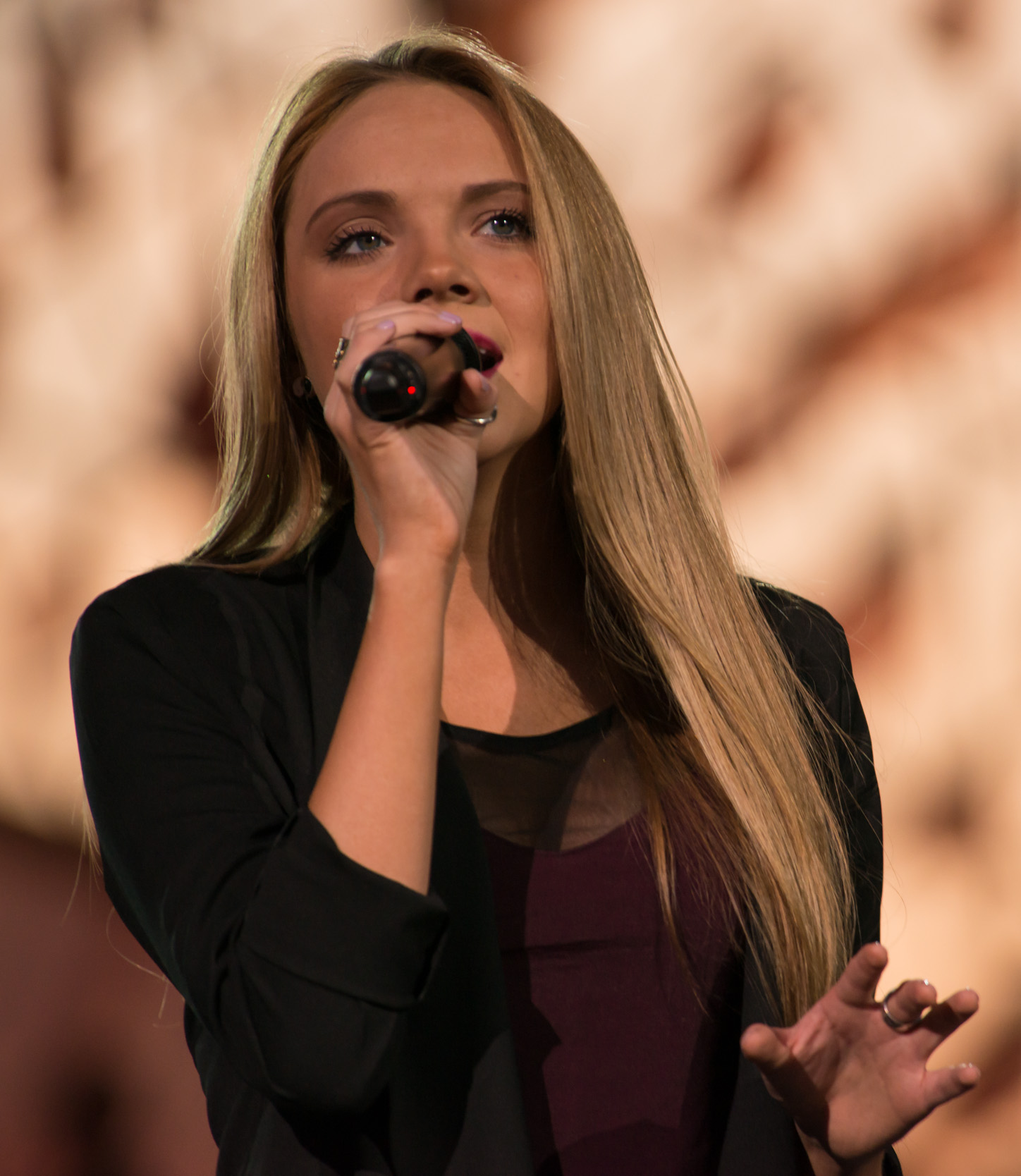
Danielle Bradbery, vencedora da 4.ª temporada.

A 4.ª temporada do programa começou no dia 25 de março de 2013 com duas mudanças no painel de técnicos: Christina Aguilera e CeeLo Green deixaram temporariamente o programa e foram substituídos por Shakira e Usher. A final ocorreu no dia 17 de junho e a vencedora foi anunciada no dia 18 de junho: a cantora country Danielle Bradbery. Aos 16 anos, Bradbery se tornou a vencedora mais jovem da história do programa até então. Sua vitória também consagrou o técnico Blake Shelton, que viu o campeão do The Voice sair de sua equipe pela terceira vez consecutiva.
| Finalistas | Finalistas                                              | Finalistas                                 | Finalistas                                                     |
| --- | ------------------------------------------------------- | ------------------------------------------ | -------------------------------------------------------------- |
| Adam Levine | Shakira                                                 | Usher                                      | Blake Shelton                                                  |
| Amber Carrington Sarah Simmons Judith Hill Caroline Glaser | Sasha Allen Kris Thomas Garrett Gardner Karina Iglesias | Michelle Chamuel Josiah Hawley VEDO Cáthia | Danielle Bradbery The Swon Brothers Holly Tucker Justin Rivers |
| Legenda: Técnico vencedor — Técnico vice-campeão — Técnicos em terceiro lugar O participante vencedor está em negrito, os participantes que chegaram à final em itálico e os demais separados por ordem de eliminação. |                                                         |                                            |                                                                |

### 2013: Temporada 5

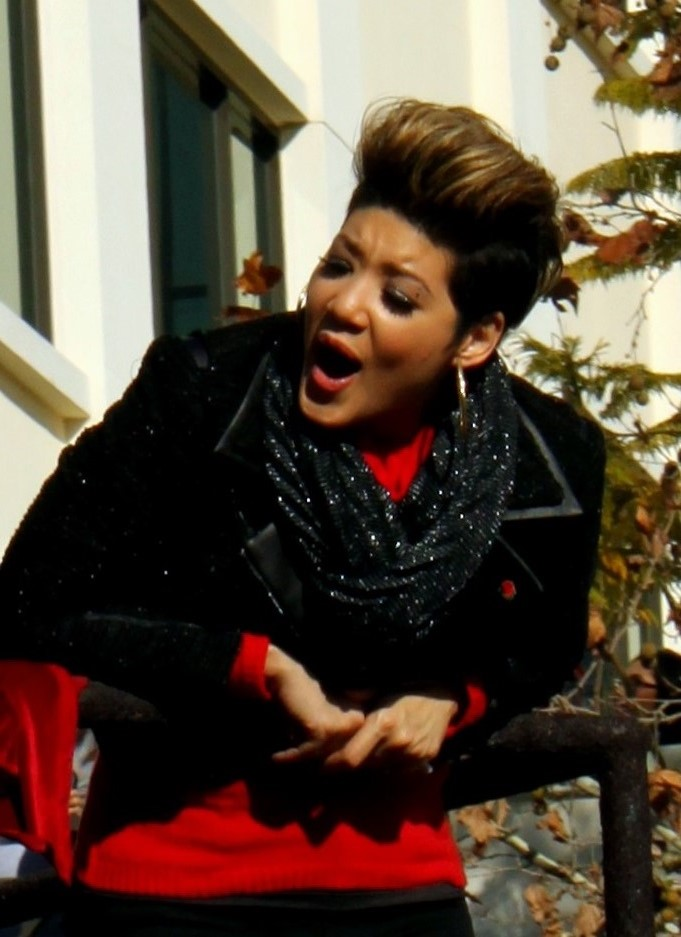
Tessanne Chin, vencedora da 5.ª temporada.

A 5.ª temporada do programa teve seu início no dia 23 de setembro de 2013, trazendo o retorno dos técnicos Christina Aguilera e CeeLo Green. Pela primeira vez o programa foi transmitido no Brasil, através do canal por assinatura Sony, com estreia no dia 29 de setembro de 2013. Nessa temporada, pela primeira vez o steal (roubo, em tradução livre) utilizado durante as "Battle Rounds" foi estendido para a fase de "Knockouts". Na final do dia 17 de dezembro, a jamaicana Tessanne Chin, da equipe de Adam Levine, foi anunciada como a grande vencedora. Foi a primeira vez que um participante estrangeiro venceu a competição.
| Finalistas | Finalistas                                                              | Finalistas                                                                  | Finalistas                                                   |
| --- | ----------------------------------------------------------------------- | --------------------------------------------------------------------------- | ------------------------------------------------------------ |
| Adam Levine | CeeLo Green                                                             | Christina Aguilera                                                          | Blake Shelton                                                |
| Tessanne Chin Will Champlin James Wolpert Grey Preston Pohl | Caroline Pennell Kat Robichaud Jonny Gray Amber Nicole Tamara Chauniece | Jacquie Lee Matthew Schuler Josh Logan Olivia Henken Stephanie Anne Johnson | Cole Vosbury Ray Boudreaux Austin Jenckes Nic Hawk Shelbie Z |
| Legenda: Técnico vencedor — Técnico vice-campeão — Técnico em terceiro lugar — Técnico em quarto lugar O participante vencedor está em negrito, os participantes que chegaram à final em itálico e os demais separados por ordem de eliminação. |                                                                         |                                                                             |                                                              |

### 2014: Temporada 6
A 6.ª temporada do programa começou no dia 24 de fevereiro de 2014 e trouxe de volta os técnicos Shakira e Usher, que participaram da 4.ª edição. Pela segunda vez o programa foi transmitido no Brasil, novamente através do canal por assinatura Sony, com estreia no dia 16 de março de 2014. Nessa temporada, a fase de knockouts foi substituída por uma segunda rodada de batalhas e os playoffs não foram transmitidos ao vivo. A final, no dia 21 de maio, foi a primeira com representantes de três técnicos diferentes desde que o modelo foi implementado na 3.ª temporada. O grande vencedor foi o cantor soul Josh Kaufman. Pela primeira vez um competidor "roubado" saiu como vencedor do programa, uma vez que Josh começou a disputa pelo time de Adam Levine e depois foi para o time de Usher, que se tornou o primeiro técnico campeão diferente de Adam ou Blake.
| Finalistas | Finalistas                         | Finalistas                           | Finalistas                                        |
| --- | ---------------------------------- | ------------------------------------ | ------------------------------------------------- |
| Adam Levine | Shakira                            | Usher                                | Blake Shelton                                     |
| Christina Grimmie Kat Perkins Delvin Choice | Kristen Merlin Tess Boyer Dani Moz | Josh Kaufman Bria Kelly T.J. Wilkins | Jake Worthington Audra McLaughlin Sisaundra Lewis |
| Legenda: Técnico vencedor — Técnico vice-campeão — Técnico em terceiro lugar — Técnico em quarto lugar O participante vencedor está em negrito, os participantes que chegaram à final em itálico e os demais separados por ordem de eliminação. |                                    |                                      |                                                   |

### 2014: Temporada 7

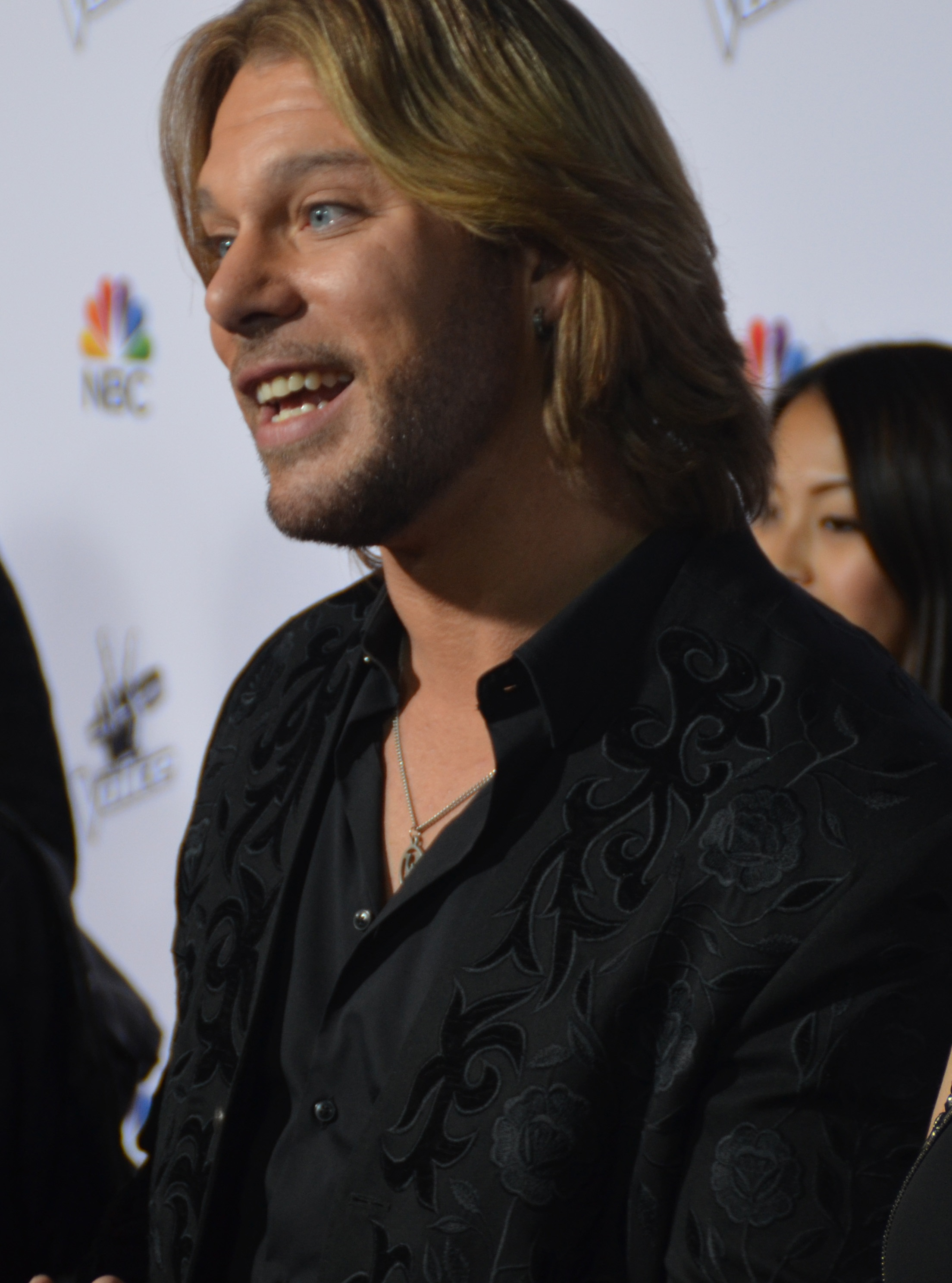
Craig Wayne Boyd, vencedor da 7.ª temporada.

A 7.ª temporada do programa estreou em 22 de setembro de 2014, trazendo como novidades os técnicos Gwen Stefani e Pharrell Williams. Pela terceira edição seguida, o programa foi transmitido no Brasil, através do canal por assinatura Sony. Na final do dia 16 de dezembro, o cantor southern rock e country Craig Wayne Boyd, da equipe de Blake Shelton, foi o grande vencedor. Pela segunda edição seguida, um competidor "roubado" ficou com o prêmio, uma vez que Craig começou no time de Blake, foi roubado por Gwen Stefani durante a fase de batalhas e depois roubado de novo por Blake nos nocautes.
| Finalistas | Finalistas                                                                 | Finalistas                                                  | Finalistas                                                                     |
| --- | -------------------------------------------------------------------------- | ----------------------------------------------------------- | ------------------------------------------------------------------------------ |
| Adam Levine | Gwen Stefani                                                               | Pharrell Williams                                           | Blake Shelton                                                                  |
| Matt McAndrew Chris Jamison Damien Mia Pfirrman Taylor Phelan | Taylor John Williams Ryan Sill Anita Antoinette Bryana Salaz Ricky Manning | DaNica Shirey Luke Wade Sugar Joans Elyjuh René Jean Kelley | Craig Wayne Boyd Reagan James Jessie Pitts James David Carter Taylor Brashears |
| Legenda: Técnico vencedor — Técnico vice-campeão — Técnico em terceiro lugar — Técnico em quarto lugar O participante vencedor está em negrito, os participantes que chegaram à final em itálico e os demais separados por ordem de eliminação. |                                                                            |                                                             |                                                                                |

### 2015: Temporada 8

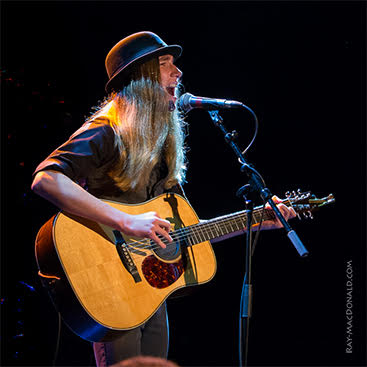
Sawyer Fredericks, vencedor da 8.ª temporada.

A 8.ª temporada do programa estreou em 23 de fevereiro de 2015 com o retorno de Christina Aguilera entre os técnicos, substituindo Gwen Stefani. Pela quarta edição seguida, o programa foi transmitido no Brasil, através do canal por assinatura Sony. Na final do dia 19 de maio, o cantor folk Sawyer Fredericks, do time Pharrell, foi declarado o grande vencedor. Aos 16 anos, Fredericks tomou o posto de Danielle Bradbery como campeão mais jovem da história do The Voice por uma diferença de aproximadamente nove meses. Foi a primeira vez que um artista de Pharrell Williams venceu a competição.
| Finalistas | Finalistas                                                             | Finalistas                                                 | Finalistas                                                            |
| --- | ---------------------------------------------------------------------- | ---------------------------------------------------------- | --------------------------------------------------------------------- |
| Adam Levine | Pharrell Williams                                                      | Christina Aguilera                                         | Blake Shelton                                                         |
| Joshua Davis Deanna Johnson Brian Johnson Nathan Hermida Tonya Boyd-Cannon | Sawyer Fredericks Koryn Hawthorne Mia Z Caitlin Caporale Lowell Oakley | India Carney Kimberly Nichole Rob Taylor Lexi Dávila Sonic | Meghan Linsey Corey Kent White Hannah Kirby Brooke Adee Sarah Potenza |
| Legenda: Técnico vencedor — Técnico vice-campeão — Técnico em terceiro lugar — Técnico em quarto lugar O participante vencedor está em negrito, os participantes que chegaram à final em itálico e os demais separados por ordem de eliminação. |                                                                        |                                                            |                                                                       |

### 2015: Temporada 9

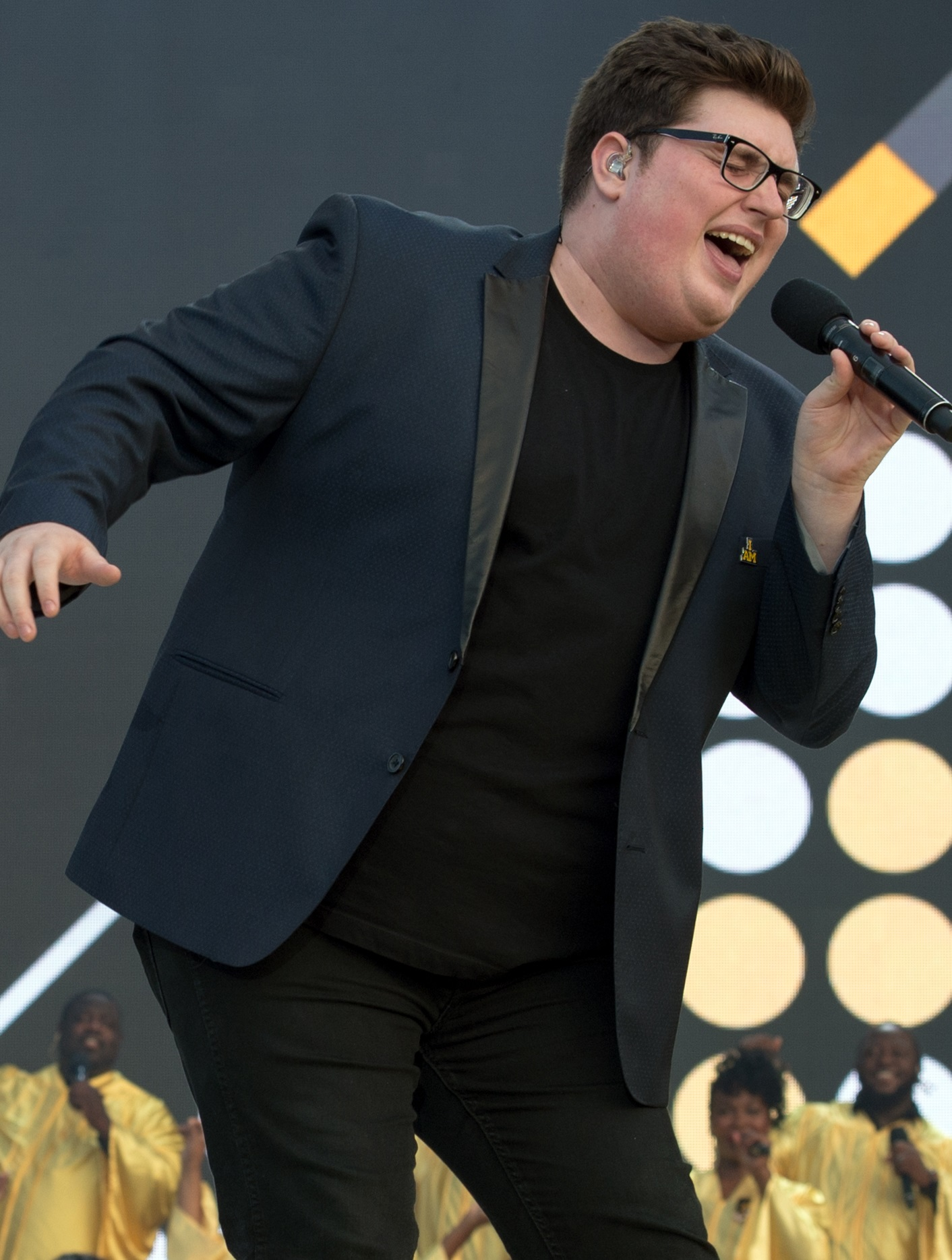
Jordan Smith, vencedor da 9.ª temporada.

A 9.ª temporada do programa estreou no dia 21 de setembro de 2015 e contou com o retorno de Gwen Stefani, que se juntou a Adam Levine, Blake Shelton e Pharrell Williams mais uma vez após um semestre fora. Pela quinta edição seguida, o programa foi transmitido no Brasil através do canal por assinatura Sony. Na grande decisão do dia 15 de dezembro, o cantor pop gospel Jordan Smith, do time Adam, foi eleito o vencedor.
| Finalistas | Finalistas                                                                              | Finalistas                                                                  | Finalistas                                                                              |
| --- | --------------------------------------------------------------------------------------- | --------------------------------------------------------------------------- | --------------------------------------------------------------------------------------- |
| Adam Levine | Gwen Stefani                                                                            | Pharrell Williams                                                           | Blake Shelton                                                                           |
| Jordan Smith Amy Vachal Shelby Brown Blaine Mitchell Chance Peña Keith Semple | Jeffery Austin Braiden Sunshine Korin Bukowski Ellie Lawrence Regina Love Viktor Király | Madi Davis Evan McKeel Mark Hood Celeste Betton Darius Scott Riley Biederer | Emily Ann Roberts Barrett Baber Zach Seabaugh Ivonne Acero Morgan Frazier Nadjah Nicole |
| Legenda: Técnico vencedor — Técnico vice-campeão — Técnico em terceiro lugar — Técnico em quarto lugar O participante vencedor está em negrito, os participantes que chegaram à final em itálico e os demais separados por ordem de eliminação. |                                                                                         |                                                                             |                                                                                         |

### 2016: Temporada 10

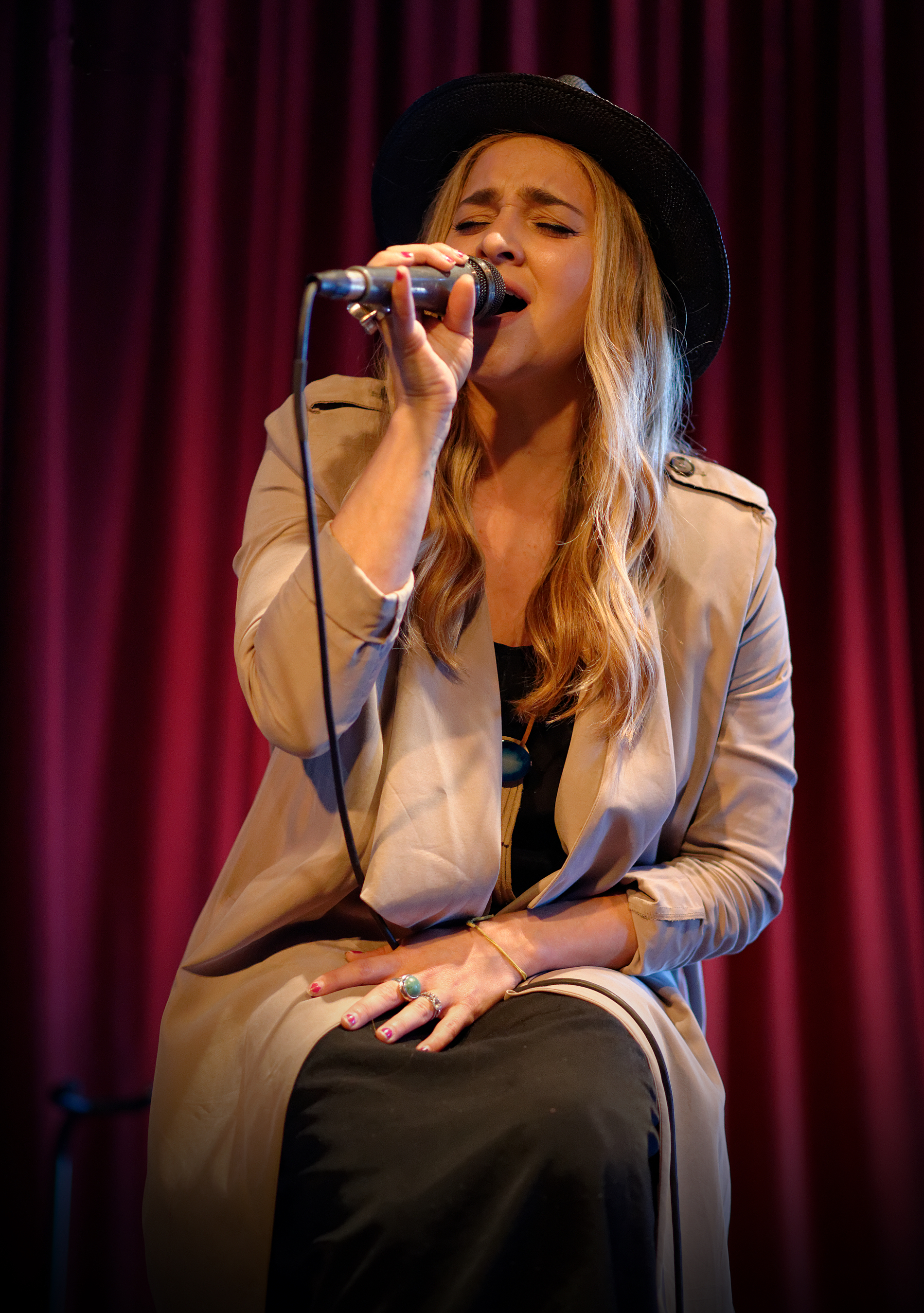
Alisan Porter, vencedora da 10.ª temporada.

A 10.ª temporada do The Voice estreou no dia 29 de fevereiro de 2016, com o retorno de Christina Aguilera após um semestre ausente. Na grande final do dia 24 de maio, a ex-atriz mirim Alisan Porter, do time Christina, foi consagrada a vencedora do programa. Foi a primeira vez que um artista de Christina Aguilera venceu a competição e a primeira vez que uma técnica mulher ficou com o título.
| Finalistas | Finalistas                                                                   | Finalistas                                                                | Finalistas                                                                    |
| --- | ---------------------------------------------------------------------------- | ------------------------------------------------------------------------- | ----------------------------------------------------------------------------- |
| Adam Levine | Pharrell Williams                                                            | Christina Aguilera                                                        | Blake Shelton                                                                 |
| Laith Al-Saadi Shalyah Fearing Owen Danoff Brian Nhira Caroline Burns Nate Butler | Hannah Huston Daniel Passino Emily Keener Caity Peters Lacy Mandigo Moushumi | Alisan Porter Bryan Bautista Nick Hagelin Kata Hay Ryan Quinn Tamar Davis | Adam Wakefield Mary Sarah Paxton Ingram Joe Maye Justin Whisnant Katie Basden |
| Legenda: Técnico vencedor — Técnico vice-campeão — Técnico em terceiro lugar — Técnico em quarto lugar O participante vencedor está em negrito, os participantes que chegaram à final em itálico e os demais separados por ordem de eliminação. |                                                                              |                                                                           |                                                                               |

### 2016: Temporada 11

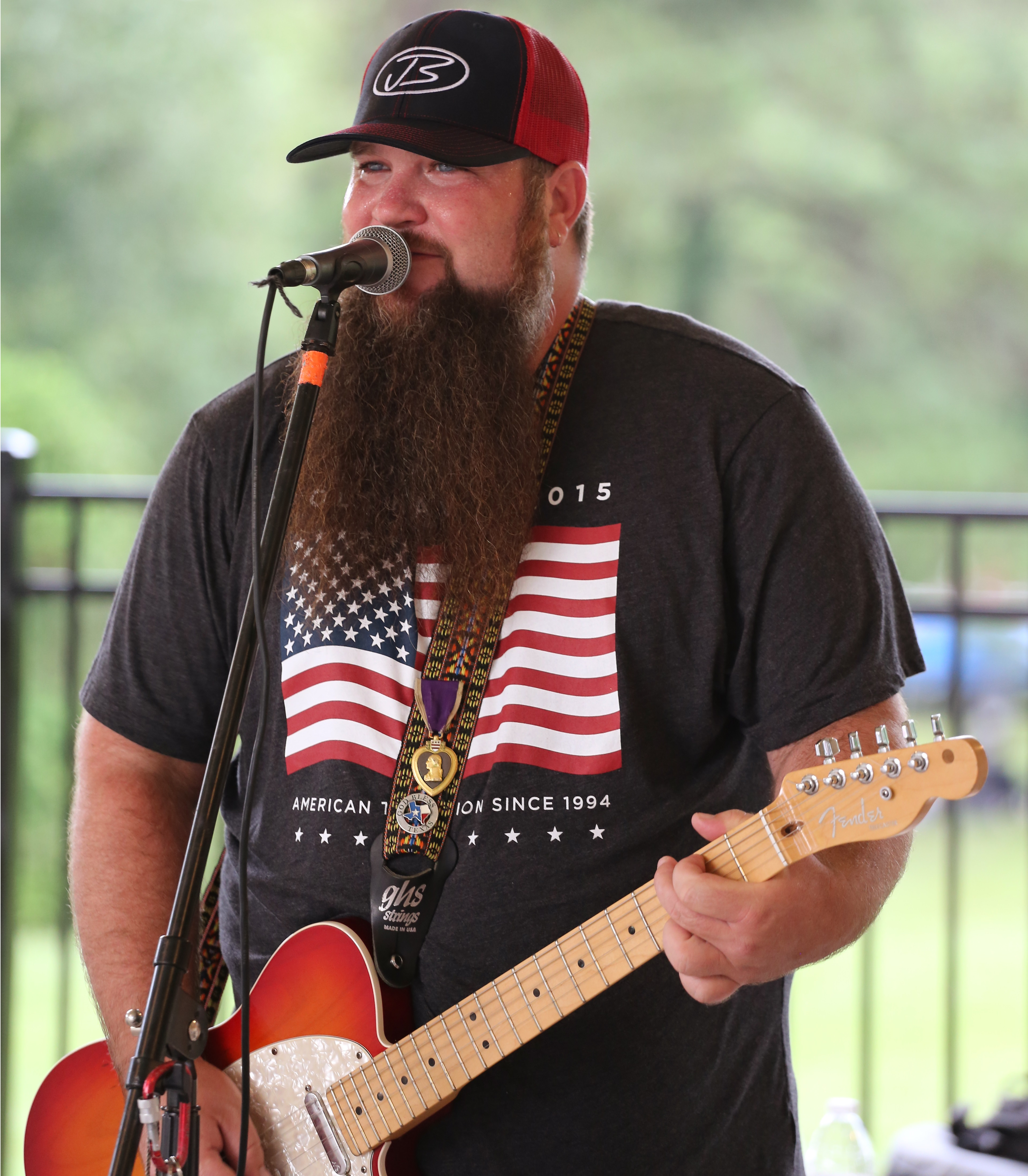
Sundance Head, vencedor da 11.ª temporada.

A 11.ª temporada do programa estreou no dia 19 de setembro de 2016. Pela primeira vez, duas técnicas mulheres participaram de uma mesma edição do talent show: Alicia Keys e Miley Cyrus se juntaram a Adam Levine e Blake Shelton no quadro de técnicos. Na final do dia 13 de dezembro, o cantor country Sundance Head, do time Blake, foi declarado o grande campeão. Foi a quinta vez que um participante da equipe de Shelton venceu a competição.
| Finalistas | Finalistas                                                       | Finalistas                                                           | Finalistas                                                             |
| --- | ---------------------------------------------------------------- | -------------------------------------------------------------------- | ---------------------------------------------------------------------- |
| Adam Levine | Miley Cyrus                                                      | Alicia Keys                                                          | Blake Shelton                                                          |
| Billy Gilman Josh Gallagher Brendan Fletcher Riley Elmore Simone Gundy | Ali Caldwell Aaron Gibson Darby Walker Belle Jewel Sophia Urista | Wé McDonald Christian Cuevas Sa'Rayah Josh Halverson Kylie Rothfield | Sundance Head Austin Allsup Courtney Harrell Dana Harper Jason Warrior |
| Legenda: Técnico vencedor — Técnico vice-campeão — Técnico em terceiro lugar — Técnico em quarto lugar O participante vencedor está em negrito, os participantes que chegaram à final em itálico e os demais separados por ordem de eliminação. |                                                                  |                                                                      |                                                                        |

### 2017: Temporada 12
A 12.ª temporada estreou no dia 27 de fevereiro de 2017 e contou com o retorno da técnica Gwen Stefani no lugar de Miley Cyrus. Na grande final do dia 23 de maio, o cantor de R&B e soul Chris Blue, do time de Alicia Keys, ficou com o troféu. Foi a primeira vez que um membro da equipe de Alicia conquistou o prêmio, tornando a cantora a segunda técnica mulher campeã do The Voice.
| Finalistas | Finalistas                                                                 | Finalistas                                                                               | Finalistas                                                             |
| --- | -------------------------------------------------------------------------- | ---------------------------------------------------------------------------------------- | ---------------------------------------------------------------------- |
| Adam Levine | Gwen Stefani                                                               | Alicia Keys                                                                              | Blake Shelton                                                          |
| Jesse Larson Lilli Passero Mark Isaiah Hanna Eyre Johnny Hayes Josh West | Hunter Plake Brennley Brown Troy Ramey JChosen Johnny Gates Quizz Swanigan | Chris Blue Vanessa Ferguson Stephanie Rice Anatalia Villaranda Ashley Levin Jack Cassidy | Lauren Duski Aliyah Moulden TSoul Aaliyah Rose Casi Joy Felicia Temple |
| Legenda: Técnico vencedor — Técnico vice-campeão — Técnico em terceiro lugar — Técnico em quarto lugar O participante vencedor está em negrito, os participantes que chegaram à final em itálico e os demais separados por ordem de eliminação. |                                                                            |                                                                                          |                                                                        |

### 2017: Temporada 13
A 13.ª temporada estreou no dia 25 de setembro de 2017. A cantora e atriz Jennifer Hudson, revelada no talent show American Idol, participou pela primeira vez como técnica, ao lado de Adam Levine, Blake Shelton e Miley Cyrus, que retornou após uma edição ausente. Na grande decisão do dia 19 de dezembro, a cantora de rock Chloe Kohanski, do time de Blake Shelton, foi declarada a vencedora. Foi a sexta vitória de um artista da equipe de Shelton e o terceiro título de um participante "roubado", uma vez que Chloe iniciou a competição no time de Miley Cyrus.
| Finalistas | Finalistas                                  | Finalistas                           | Finalistas                             |
| --- | ------------------------------------------- | ------------------------------------ | -------------------------------------- |
| Adam Levine | Miley Cyrus                                 | Jennifer Hudson                      | Blake Shelton                          |
| Addison Agen Adam Cunningham Jon Mero | Brooke Simpson Ashland Craft Janice Freeman | Noah Mac Davon Fleming Shi'Ann Jones | Chloe Kohanski Red Marlow Keisha Renee |
| Legenda: Técnico vencedor — Técnico vice-campeão — Técnico em terceiro lugar — Técnico em quarto lugar O participante vencedor está em negrito, os participantes que chegaram à final em itálico e os demais separados por ordem de eliminação. |                                             |                                      |                                        |

### 2018: Temporada 14

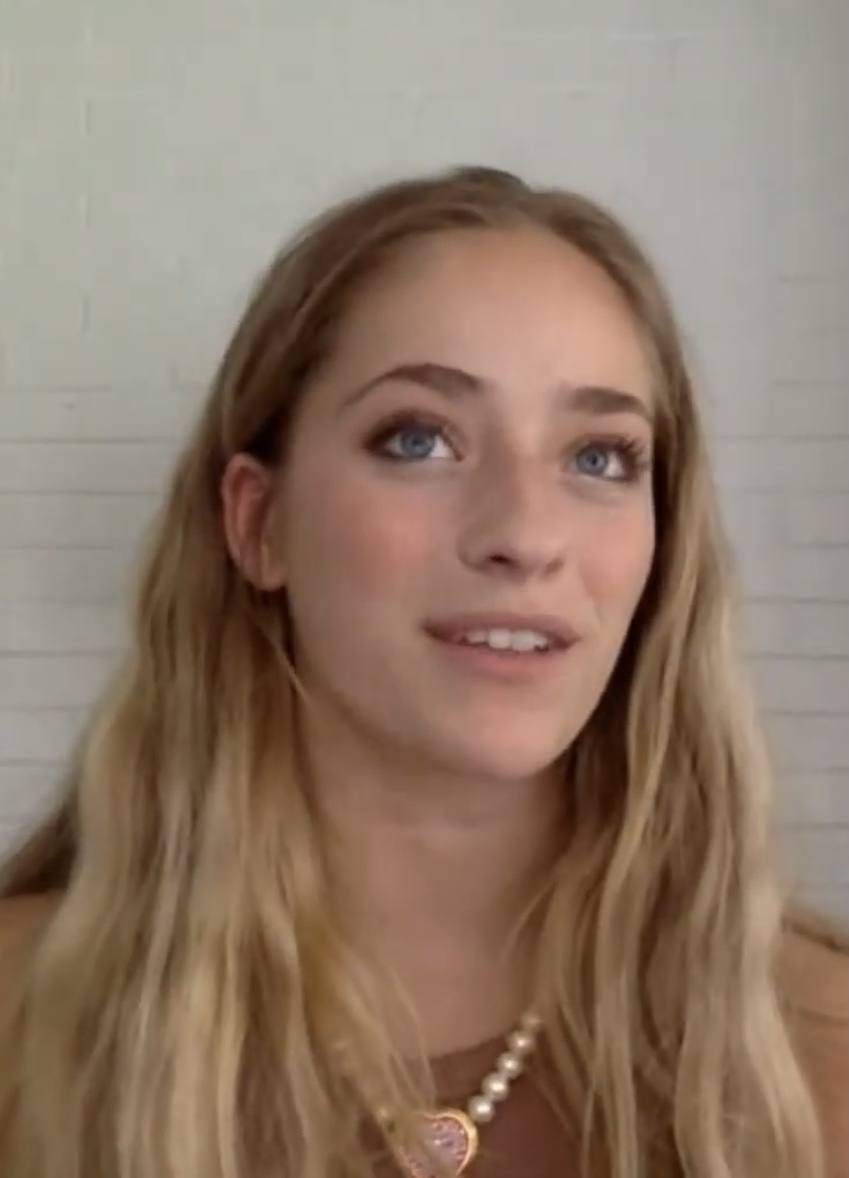
Brynn Cartelli, vencedora da 14.ª temporada.

A 14.ª temporada estreou no dia 26 de fevereiro de 2018. A vencedora da primeira temporada do American Idol, a cantora Kelly Clarkson, se juntou ao painel de técnicos, após ser mentora na fase de Knockouts da edição anterior. Alicia Keys retornou após um semestre fora, juntando-se a Adam e Blake. A 14.ª temporada contou com a adição de duas mecânicas novas: os bloqueios durante as Blind Auditions, que permitiu que um técnico impedisse outro de virar sua cadeira para escolher um artista, e os saves, utilizado durante os nocautes para salvar um participante eliminado pelo próprio técnico na etapa em questão. Na grande final do dia 22 de maio, a cantora Brynn Cartelli, do time de Kelly Clarkson, foi eleita a vencedora, tornando-se a candidata mais jovem da história a ganhar o programa, tendo iniciado a disputa com apenas 14 anos.
| Finalistas | Finalistas                                                                                         | Finalistas                                                                       | Finalistas                                                             |
| --- | -------------------------------------------------------------------------------------------------- | -------------------------------------------------------------------------------- | ---------------------------------------------------------------------- |
| Adam Levine | Alicia Keys                                                                                        | Kelly Clarkson                                                                   | Blake Shelton                                                          |
| Rayshun LaMarr Jackie Verna Sharane Calister Drew Cole Mia Boostrom Reid Umstattd | Britton Buchanan Jackie Foster Christiana Danielle Johnny Bliss Kelsea Johnson Terrence Cunningham | Brynn Cartelli Kaleb Lee D.R. King Alexa Capelli Dylan Hartigan Tish Haynes Keys | Kyla Jade Spensha Baker Pryor Baird Austin Giorgio Gary Edwards WILKES |
| Legenda: Técnico vencedor — Técnico vice-campeão — Técnico em terceiro lugar — Técnico em quarto lugar O participante vencedor está em negrito, os participantes que chegaram à final em itálico e os demais separados por ordem de eliminação. | |                                                                                  |                                                                        |

### 2018: Temporada 15

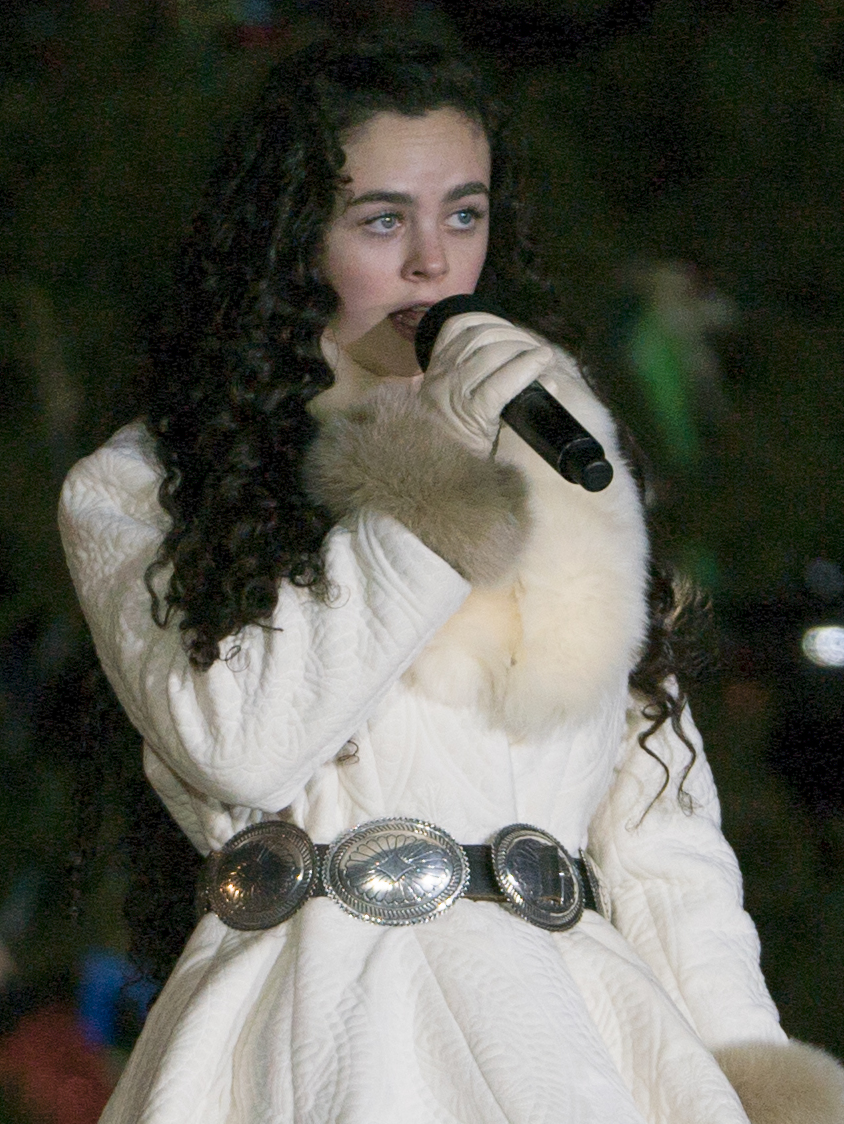
Chevel Shepherd, vencedora da 15.ª temporada.

A 15.ª temporada estreou no dia 24 de setembro de 2018 e contou com o retorno da técnica Jennifer Hudson no lugar de Alicia Keys, juntando-se ao painel já com Adam, Blake e Kelly. Pela primeira vez, o programa incluiu uma quinta técnica, Kelsea Ballerini, em uma mecânica nova de nome The Comeback Stage. Nesta mecânica, Kelsea escolhe seis artistas que não foram escolhidos nas Blind Auditions para participar de uma série de batalhas exibidas nas redes sociais do programa, sendo que os dois vencedores irão a voto público, e o público escolherá um destes para se juntar ao Top 13, em um dos quatro times principais. Lynnea Moorer venceu o Comeback Stage, se juntando ao Time Kelly. Na grande final no dia 18 de dezembro, a cantora country Chevel Shepherd de 16 anos, do time de Kelly Clarkson, foi eleita a vencedora, consagrando Kelly Clarkson bicampeã consecutiva nas suas duas primeiras temporadas como técnica.
| Finalistas | Finalistas                                                                            | Finalistas                                                                        | Finalistas                                                             |
| --- | ------------------------------------------------------------------------------------- | --------------------------------------------------------------------------------- | ---------------------------------------------------------------------- |
| Adam Levine | Kelly Clarkson                                                                        | Jennifer Hudson                                                                   | Blake Shelton                                                          |
| Reagan Strange DeAndre Nico Tyke James Kameron Marlowe RADHA Steve Memmolo | Chevel Shepherd Kymberli Joye Sarah Grace Lynnea Moorer Abby Cates Keith Paluso Zaxai | Kennedy Holmes MaKenzie Thomas SandyRedd Colton Smith Franc West Patrique Fortson | Chris Kroeze Kirk Jay Dave Fenley Funsho Michael Lee Natasia GreyCloud |
| Legenda: Técnico vencedor — Técnico vice-campeão — Técnico em terceiro lugar — Técnico em quarto lugar O participante vencedor está em negrito, os participantes que chegaram à final em itálico e os demais separados por ordem de eliminação. |                                                                                       |                                                                                   |                                                                        |

### 2019: Temporada 16

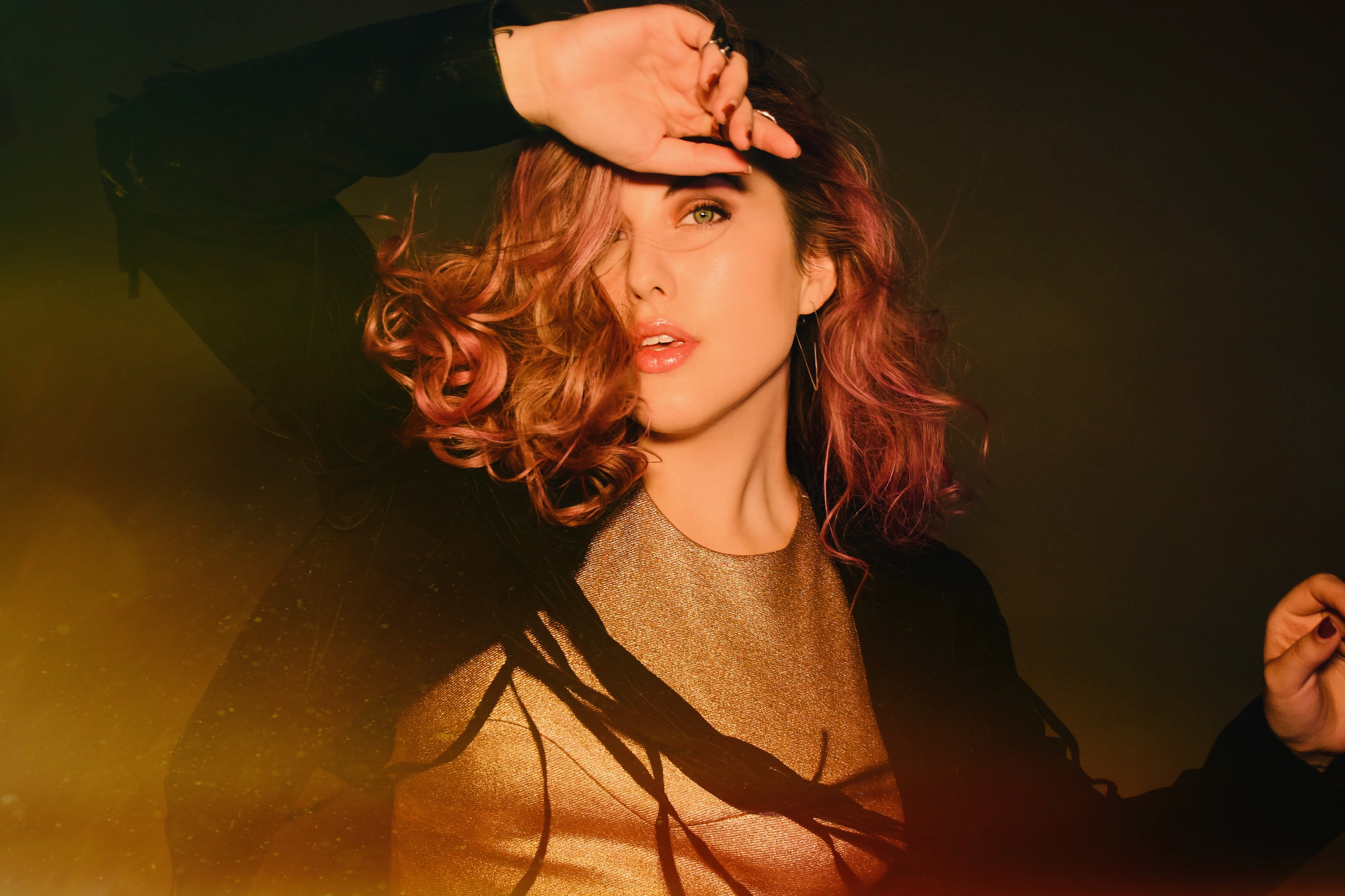
Maelyn Jarmon, vencedora da 16.ª temporada.

A 16.ª temporada iniciou no dia 25 de fevereiro de 2019. John Legend estreou como técnico no lugar de Jennifer Hudson, enquanto Adam, Blake e Kelly permaneceram nas funções. Bebe Rexha foi a técnica do The Comeback Stage. Nesta temporada, não houve a fase de knockouts. Em vez disso, surgiu a fase de cross battles, onde artistas de diferentes times batalham entre si, e o público decide quem é o vencedor. O formato das playoffs também mudou nessa temporada: o público escolheu oito artistas, independentemente de seus times, para avançarem à fase seguinte. Após isso, cada técnico escolheu um artista de seu time para completar o Top 13. Na final do dia 22 de maio, a cantora Maelyn Jarmon foi escolhida a vencedora, consagrando o técnico John Legend em sua primeira temporada.
| Finalistas | Finalistas                                                                    | Finalistas                                                                      | Finalistas                                                                                               |
| --- | ----------------------------------------------------------------------------- | ------------------------------------------------------------------------------- | --- |
| Adam Levine | John Legend                                                                   | Kelly Clarkson                                                                  | Blake Shelton                                                                                            |
| LB Crew Mari Betsy Ade Domenic Haynes Kalvin Jarvis | Maelyn Jarmon Shawn Sounds Celia Babini Jacob Maxwell Jimmy Mowery Lisa Ramey | Rod Stokes Jej Vinson Abby Kasch Matthew Johnson Presley Tennant Rebecca Howell | Gyth Rigdon Dexter Roberts Andrew Sevener Carter Lloyd Horne Kim Cherry Oliv Blu Kendra Checketts Selkii |
| Legenda: Técnico vencedor — Técnico vice-campeão — Técnico em terceiro lugar — Técnico em quarto lugar O participante vencedor está em negrito, os participantes que chegaram à final em itálico e os demais separados por ordem de eliminação. |                                                                               |                                                                                 | |

### 2019: Temporada 17
A 17.ª temporada iniciou no dia 23 de setembro de 2019. Pela primeira vez desde a estreia em 2011, Adam Levine não participou do painel de técnicos após anunciar a saída do programa. O vocalista foi substituído por Gwen Stefani, que se juntou aos remanescentes da edição anterior Blake Shelton, Kelly Clarkson e John Legend. Ao final da temporada, cada técnico conseguiu levar um participante para a final, o que não acontecia desde a 10.ª edição. Quem ficou com o prêmio foi o cantor country Jake Hoot, da equipe de Kelly.
| Finalistas | Finalistas                                                                | Finalistas                                                      | Finalistas                                                      |
| --- | ------------------------------------------------------------------------- | --------------------------------------------------------------- | --------------------------------------------------------------- |
| Kelly Clarkson | Gwen Stefani                                                              | John Legend                                                     | Blake Shelton                                                   |
| Jake Hoot Hello Sunday Shane Q Max Boyle Damali | Rose Short Joana Martinez Myracle Holloway Jake HaldenVang Kyndal Inskeep | Katie Kadan Marybeth Byrd Will Breman Alex Guthrie Khalea Lynee | Ricky Duran Kat Hammock Cali Wilson Gracee Shriver Ricky Braddy |
| Legenda: Técnico vencedor — Técnico vice-campeão — Técnico em terceiro lugar — Técnico em quarto lugar O participante vencedor está em negrito, os participantes que chegaram à final em itálico e os demais separados por ordem de eliminação. |                                                                           |                                                                 |                                                                 |

### 2020: Temporada 18
O time de técnicos da 18ª temporada sofreu apenas uma alteração: saiu Gwen Stefani e entrou Nick Jonas ao lado de Blake, Kelly e John. Devido à pandemia de COVID-19, a fase ao vivo do programa foi transmitida remotamente: com somente o apresentador Carson Daly no estúdio, os técnicos e participantes gravaram suas participações ao vivo de suas próprias casas. Pela primeira vez na história, a final contou com cinco participantes e consagrou o pastor Todd Tilghman como vencedor da competição, garantindo a sétima vitória para o time de Blake Shelton.
| Finalistas | Finalistas                                                                    | Finalistas                                    | Finalistas                                              |
| --- | ----------------------------------------------------------------------------- | --------------------------------------------- | ------------------------------------------------------- |
| Kelly Clarkson | Nick Jonas                                                                    | John Legend                                   | Blake Shelton                                           |
| Micah Iverson Megan Danielle Cedrice Mandi Thomas | Thunderstorm Artis Allegra Miles Michael Williams Arei Moon Roderick Chambers | CammWess Zan Fiskum Mandi Castillo Mike Jerel | Todd Tilghman Toneisha Harris Joanna Serenko Joei Fulco |
| Legenda: Técnico vencedor — Técnico vice-campeão — Técnico em terceiro lugar — Técnico em quarto lugar O participante vencedor está em negrito, os participantes que chegaram à final em itálico e os demais separados por ordem de eliminação. |                                                                               |                                               |                                                         |

### 2020: Temporada 19
Para a 19ª temporada, Gwen Stefani voltou à bancada de técnicos no lugar de Nick Jonas. Mesmo em meio à pandemia de COVID-19, todas as etapas do programa foram gravadas no estúdio, contando com uma plateia virtual e com regras para que técnicos e participantes não fizessem nenhum tipo de contato físico. Ao final da edição, o adolescente Carter Rubin, do time de Gwen Stefani, tornou-se o vencedor masculino mais jovem da história do programa e o segundo mais jovem entre todos, atrás somente de Brynn Cartelli. O resultado garantiu a primeira vitória para a técnica Gwen Stefani.
| Finalistas | Finalistas                                      | Finalistas                                      | Finalistas                                                     |
| --- | ----------------------------------------------- | ----------------------------------------------- | -------------------------------------------------------------- |
| Kelly Clarkson | Gwen Stefani                                    | John Legend                                     | Blake Shelton                                                  |
| DeSz Cami Clune Tanner Gomes Madeline Consoer | Carter Rubin Ben Allen Payge Turner Joseph Soul | John Holiday Bailey Rae Tamara Jade Chloé Hogan | Jim Ranger Ian Flanigan Worth the Wait Sid Kingsley Taryn Papa |
| Legenda: Técnico vencedor — Técnico vice-campeão — Técnico em terceiro lugar — Técnico em quarto lugar O participante vencedor está em negrito, os participantes que chegaram à final em itálico e os demais separados por ordem de eliminação. |                                                 |                                                 |                                                                |

### 2021: Temporada 20
Na 20ª temporada, Nick Jonas voltou à bancada de técnicos no lugar de Gwen Stefani. O vencedor do programa foi Cam Anthony, o que garantiu ao técnico Blake Shelton sua oitava vitória.
| Finalistas | Finalistas                                         | Finalistas                                                                  | Finalistas                                            |
| --- | -------------------------------------------------- | --------------------------------------------------------------------------- | ----------------------------------------------------- |
| Kelly Clarkson | John Legend                                        | Nick Jonas                                                                  | Blake Shelton                                         |
| Kenzie Wheeler Corey Ward Gihanna Zoë Zae Romeo | Victor Solomon Pia Renee Ryleigh Modig Zania Alaké | Rachel Mac Dana Monique Jose Figueroa Jr. Devan Blake Jones Andrew Marshall | Cam Anthony Jordan Matthew Young Pete Mroz Anna Grace |
| Legenda: Técnico vencedor — Técnico vice-campeão — Técnico em terceiro lugar — Técnico em quarto lugar O participante vencedor está em negrito, os participantes que chegaram à final em itálico e os demais separados por ordem de eliminação. |                                                    |                                                                             |                                                       |

### 2021: Temporada 21
Para a 21ª temporada, Ariana Grande estreou como técnica ao lado de Kelly Clarckson, John Legend e Blake Shelton. Essa foi a primeira temporada a contar com uma plateia presencial desde os Knockouts da 18.ª temporada. Na grande final, o trio Girl Named Tom, formado pelos irmãos Caleb, Joshua e Bekah, tornou-se o primeiro trio a vencer uma edição do programa, sob orientações da técnica Kelly Clarkson, que acumulou sua quarta vitória.
| Finalistas | Finalistas                                                       | Finalistas                                                                 | Finalistas                                                    |
| --- | ---------------------------------------------------------------- | -------------------------------------------------------------------------- | ------------------------------------------------------------- |
| Kelly Clarkson | John Legend                                                      | Ariana Grande                                                              | Blake Shelton                                                 |
| Girl Named Tom Hailey Mia Jeremy Rosado Gymani Katie Rae | Jershika Maple Joshua Vicanti Shadele Samuel Harness David Vogel | Jim & Sasha Allen Holly Forbes Ryleigh Plank Bella DeNapoli Raquel Trindad | Wendy Moten Paris Winningham Lana Scott Peedy Chavis Libianca |
| Legenda: Técnico vencedor — Técnico vice-campeão — Técnico em terceiro lugar — Técnico em quarto lugar O participante vencedor está em negrito, os participantes que chegaram à final em itálico e os demais separados por ordem de eliminação. |                                                                  |                                                                            |                                                               |

### 2022: Temporada 22
Em 2022, pela primeira vez desde a edição inaugural do programa, houve apenas uma temporada no ano. Disputada no segundo semestre, a competição contou com a estreia da técnica Camila Cabello e com o retorno de Gwen Stefani, além das permanências de Blake Shelton e John Legend no painel de técnicos. Na grande final, o cantor country Bryce Leatherwood foi escolhido como o campeão, garantindo a nona vez em que um participante do time Blake saiu-se vencedor.
| Finalistas | Finalistas                                      | Finalistas                               | Finalistas                                       |
| --- | ----------------------------------------------- | ---------------------------------------- | ------------------------------------------------ |
| John Legend | Gwen Stefani                                    | Camila Cabello                           | Blake Shelton                                    |
| Omar Jose Cardona Parijita Bastola Kim Cruse Sasha Hurtado | Justin Aaron Kique Alyssa Witrado Kevin Hawkins | Morgan Myles Devix Eric Who Kate Kalvach | Bryce Leatherwood bodie Brayden Lape Rowan Grace |
| Legenda: Técnico vencedor — Técnico vice-campeão — Técnico em terceiro lugar — Técnico em quarto lugar O participante vencedor está em negrito, os participantes que chegaram à final em itálico e os demais separados por ordem de eliminação. |                                                 |                                          |                                                  |

### 2023: Temporada 23
Na 23ª temporada, Niall Horan e Chance the Rapper estrearam como técnicos, unindo-se à Kelly Clarkson (de volta após uma edição ausente) e Blake Shelton, que participou pela última vez como técnico do talent show após 12 anos e 23 temporadas consecutivas. Ao final do programa, a cantora pop Gina Miles, do time Niall, foi consagrada como a grande vencedora.
| Finalistas | Finalistas        | Finalistas                   | Finalistas        |
| --- | ----------------- | ---------------------------- | ----------------- |
| Kelly Clarkson | Chance the Rapper | Niall Horan                  | Blake Shelton     |
| D.Smooth Holly Brand | Sorelle Ray Uriel | Gina Miles Ryley Tate Wilson | Grace West NOIVAS |
| Legenda: Técnico vencedor — Técnico vice-campeão — Técnico em terceiro lugar — Técnico em quarto lugar O participante vencedor está em negrito, os participantes que chegaram à final em itálico e os demais separados por ordem de eliminação. |                   |                              |                   |

### 2023: Temporada 24
A 24ª edição foi a primeira da história sem a presença de Blake Shelton como técnico. Para o seu lugar, Reba McEntire estreou na função ao lado de Niall Horan, John Legend e Gwen Stefani. O grande participante vencedor foi o cantor de rock Huntley, do time Niall.
| Finalistas | Finalistas                    | Finalistas                     | Finalistas                            |
| --- | ----------------------------- | ------------------------------ | ------------------------------------- |
| John Legend | Gwen Stefani                  | Niall Horan                    | Reba McEntire                         |
| Lila Forde Mac Royals AZÁN | BIAS Tanner Massey Kara Tenae | Huntley Mara Justine Nini Iris | Ruby Leigh Jacquie Roar Jordan Rainer |
| Legenda: Técnico vencedor — Técnico vice-campeão — Técnico em terceiro lugar — Técnico em quarto lugar O participante vencedor está em negrito, os participantes que chegaram à final em itálico e os demais separados por ordem de eliminação. |                               |                                |                                       |

### 2024: Temporada 25
A 25ª edição permaneceu com Reba McEntire e John Legend como técnicos da temporada anterior, e contou com o retorno de Chance the Rapper e com a estreia da dupla country Dan + Shay. A final do programa coroou Asher HaVon como grande vencedor, o primeiro participante abertamente LGBTQIA+ a conquistar o título. Também foi a primeira conquista de Reba McEntire como técnica e a primeira vez que outro técnico, além de Blake Shelton, fica com o campeão e vice-campeão da temporada.
| Finalistas | Finalistas                              | Finalistas                      | Finalistas                          |
| --- | --------------------------------------- | ------------------------------- | ----------------------------------- |
| John Legend | Dan + Shay                              | Chance the Rapper               | Reba McEntire                       |
| Bryan Olesen Nathan Chester Zoe Levert | Karen Waldrup Madison Curbelo Tae Lewis | Maddi Jane Serenity Arce Nadège | Asher HaVon Josh Sanders L. Rodgers |
| Legenda: Técnico vencedor — Técnico vice-campeão — Técnico em terceiro lugar — Técnico em quarto lugar O participante vencedor está em negrito, os participantes que chegaram à final em itálico e os demais separados por ordem de eliminação. |                                         |                                 |                                     |

### 2024: Temporada 26

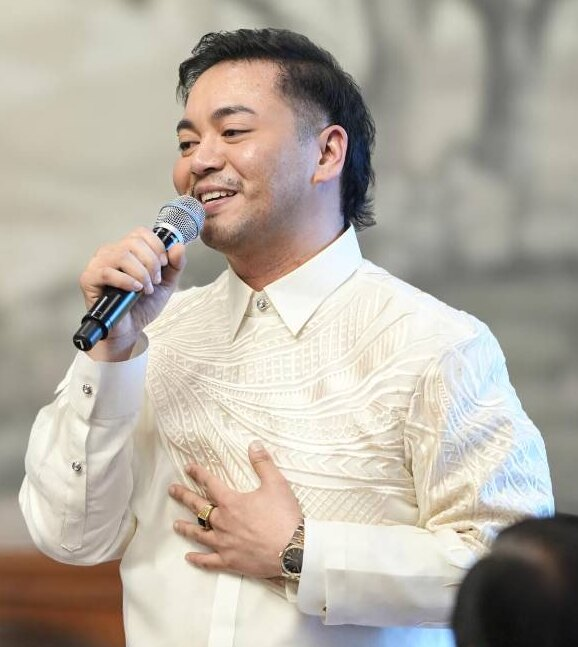
Sofronio Vasquez, vencedor da 26.ª temporada.

A 26ª temporada trouxe dois novos membros para as cadeiras de técnicos: Michael Bublé e Snoop Dogg. A cantora Gwen Stefani retornou após uma temporada ausente e Reba McEntire permaneceu na função. O participante vencedor foi Sofronio Vasquez, do time de Bublé, que sagrou-se campeão em sua estreia. Foi a primeira vitória de um cantor filipino e a segunda de um concorrente estrangeiro.
| Finalistas | Finalistas              | Finalistas                | Finalistas                     |
| --- | ----------------------- | ------------------------- | ------------------------------ |
| Michael Bublé | Gwen Stefani            | Reba McEntire             | Snoop Dogg                     |
| Sofronio Vasquez Shye | Sydney Sterlace Jan Dan | Danny Joseph Adam Bohanan | Jeremy Beloate Christina Eagle |
| Legenda: Técnico vencedor — Técnico vice-campeão — Técnico em terceiro lugar — Técnico em quarto lugar O participante vencedor está em negrito, os participantes que chegaram à final em itálico e os demais separados por ordem de eliminação. |                         |                           |                                |

### 2025: Temporada 27
Na 27.ª edição do programa, Adam Levine retornou após onze temporadas. John Legend também voltou depois de um semestre ausente e Michael Bublé seguiu no programa, que contou também com a estreia de Kelsea Ballerini no painel oficial de técnicos (antes ela já havia sido técnica na fase de retorno). Na grande final, o vencedor foi Adam David, marcando a segunda vitória seguida para Bublé.
| Finalistas | Finalistas                           | Finalistas                                 | Finalistas                                     |
| --- | ------------------------------------ | ------------------------------------------ | ---------------------------------------------- |
| John Legend | Michael Bublé                        | Kelsea Ballerini                           | Adam Levine                                    |
| RENZO Bryson Battle Olivia Kuper Harris | Adam David Jadyn Cree Kaiya Hamilton | Jaelen Johnston Iris Herrera Alanna Lynise | Lucia Flores-Wiseman Conor James Kolby Cordell |
| Legenda: Técnico vencedor — Técnico vice-campeão — Técnico em terceiro lugar — Técnico em quarto lugar O participante vencedor está em negrito, os participantes que chegaram à final em itálico e os demais separados por ordem de eliminação. |                                      |                                            |                                                |